# コープスパーティーの登場人物
コープスパーティーの登場人物では、チームグリグリによってPC98用ソフトのRPGツクール Dante98で製作されたゲーム『コープスパーティー』、およびそれを原作とした同人ゲーム・コンシューマ版シリーズ・漫画・ドラマCDの登場人物について述べる。
以下の声の欄（声優）について、「ドラマCD」は2008年・2009年に発売されたドラマCDを指す。2011年に発売された『Book of Shadows』(以下BS)のドラマCDはPSP版と同一キャスト（ただし、BSのドラマCDのみに登場する場合は、「BSドラマCD」と表す）。『OVA』は付録・非売品OAD及びODS先行上映を指す。また、同じPSP版でも『ブラッドカバー リピーティッドフィアー』(以下BR)とBSでキャストが変更になっている場合は、「PSP版・BR」「PSP版・BS」という表記で切り分ける。また、コープスパーティーゼロの登場人物についてもここで記述する。生年月日等プロフィールについては、2Uのキャラクター紹介からの引用になる。

## Dante98版より登場
持田 哲志（もちだ さとし）
声 - 剣芯也（Windows版） / 下野紘（ドラマCD・PSP・OVA版）/ 演 - 池岡亮介
7月4日生、身長168cm、体重54.2kg、血液型O型、好きなもの：学校、嫌いなもの：暗闇・狭い所・怪談、趣味：CD集め
本編の主人公。17歳、如月学園高等部二年九組で由香の兄。
戦闘では攻守のバランスはいいが魔法は使えない。
小心者だが、妹思いで芯の強い一面も持っている。直美のことが好きだが、本人にはまだ自覚はない。
リメイク版では、行動を共にしていた由香とはぐれてしまい、彼女を捜す途中で首を吊った直美を発見して救出し、それ以降は直美と共に行動する。その後は由香や良樹たちと再会し、小学校を無事に脱出する。
『BR』では、哲志が天神小学校脱出後に如月学園の文化祭の日に戻ってしまうLoop ENDがあり、これが続編の『BS』の多くの話に繋がっている。
『BS』第一章では、前作のLoop ENDから続いており「幸せのサチコさん」の真実を知っているため、クラスメイトを必死に止めようとするが、まったく話を聞いてもらえず、仲間を守るために、仕方なくおまじないに自身も参加した。その後は未登場のため、どうなったのかは不明。
『BS』第三章にも登場し、風邪で学校を休んだ副担任・結衣の家に担任の山崎から頼まれノートを持って行っている。朦朧としたまま寝込む結衣のために、夜遅くまで世話を焼くなど優しいところを見せている。
ドラマCD版『BS』でプロジェクト・ドーリーズに巻き込まれる。助かる為に必要な棺桶を七星に譲る。他の棺桶が見つからなかったら人形になった直美、あゆみ、司と共に館に残る予定だったが、さやかが人形になってしまった事により自分の不甲斐なさから興奮状態になった七星が棺桶を破壊した事でプロジェクト・ドーリーズの実験が失敗。記憶を消され元の生活に戻った。
OVA版では、直美がおまじないの切れ端を紛失し、こっそり仲間以外の遺体から切れ端を搾取したことを気づき、雪に「自分の仲間以外の人物の切れ端を使用して逆打ちをすると何が起きるかわからない」ということを確認。他人の切れ端を捨てさせ、自分の切れ端を渡し、自身は偶然拾った刻命の切れ端を「由香のものである」と嘘を付き使用、直美とあゆみがそれぞれ掴んでいた腕のみが現実世界に戻されるという結末になっている。ちなみに原作の最終シナリオにおいて全滅ENDを除いて彼自身が死を迎える結末は存在しないため、OVA版においての死の結末が初となった。
映画版ではあゆみが繭のものだと言って直美に渡したおまじないの切れ端の形（繭のものは人形の頭部分であるため丸い形だったが、あゆみの渡したものは長方形だった）に疑念を抱き、直美から切れ端を預かる。その後、地下室でサチコの死体を発見した際にサチコに首を絞められ、彼女への怒りが爆発したこともあって彼女の頭をガレキで殴り付けて反撃しようとするが、サチコの力によって入れ替わった由香を殴り付け殺害してしまう。サチコの成仏後は放心状態になっているところを直美に叱咤され我に返るが、自分の分の切れ端を直美に渡し、あゆみが直美に渡した偽物の切れ端を使ったことで、OVA版とほぼ同じ末路を辿る。同『BS』では、殺害行為がバレた刻命の襲撃によって致命傷を負わされるが、良樹が転がした硫酸入りの瓶を刻命の顔面に投げつけ一矢報いる。「ブックオブシャドゥズ」を唱えた直美の前に、他の犠牲者とともに互いに融合した歪な姿を現した。
『BD』では、行方不明になった良樹とあゆみを探すために、直美と玖遠と共に再び天神小学校へ向かい、最終的には脱出を果たす。
中嶋 直美（なかしま なおみ）
声 - 天乙准花（Windows版） / 佐藤利奈（ドラマCD・PSP・OVA版） / 演 - 生駒里奈
12月14日生、身長158cm、体重46.4kg、血液型A型、好きなもの：子供・母親、嫌いなもの：甲殻類・救急車のサイレン、趣味：料理・ピアノ
哲志のクラスメイトで幼馴染。中学1年の頃から哲志とじクラスであり、彼に好意を寄せているが、なかなか素直になれずにいる。『NC』以降のリメイクシリーズには親友・世以子が登場している。
気の強いしっかり者だが、時折精神的に脆い一面を垣間見せる。勝ち気で男勝りに見えるが、料理やピアノが趣味といった女性らしい振る舞いを見せる。
Dante98版では哲志と由香と行動を共にするが、以降のリメイクシリーズでは世以子と行動を共にする。
戦闘では衝撃波などの攻撃魔法を得意とする。
『BR』では世以子と途中に喧嘩別れをしてしまい、その後霊に操られて世以子を殺害してしまった。最終的には哲志たちと共に小学校から脱出する。
『BS』第一章では、ループ前の記憶が断片的に蘇ったため世以子を救うために奔走し、救出に成功する。しかし、意識を取り戻した世以子はなぜか怯えて逃げ出し（前述のように世以子を殺そうとしたのが正気を失っていた直美本人であったために怯えたのだが、直美にはそこまでの記憶は戻っていなかった）、校舎の罠にかかって死亡してしまい、前回よりも悲惨な結末となったことに絶望する。
『BS』のオープニングでは前作のTrue ENDのその後が描かれ、天神小学校から脱出出来たものの、誰も世以子たち友人を覚えていないことから、苦悩して病んでしまっている描写がある。また、第八章ではあゆみと共に、死亡した友人を救うための情報を得ようと生前の篠崎ヨシヱとサチコの家に向かい、そこで発見した呪術書を元に、友人を生き返らせるための呪術をあゆみと一緒に行うが、その失敗により命を落としかけ、あゆみの姉のひのえに救われる。
ドラマCD版『BS』でプロジェクト・ドーリーズに巻き込まれる。人形になってしまうが七星により実験が失敗した為、愛狩によって記憶を消され元の生活に戻る。
OVA版では、基本的な役割等は原作と同じであり、無事に天神小からの脱出を果たした。また、エピローグでは「BS」のプロローグ部分である彼女が自室に閉じこもっている場面が描かれた。
映画版では、保健室でヨシヱのロケットペンダントを拾ったことで過去の惨劇の様子を幻視し、ヨシヱのノートを手に入れたあゆみと共にサチコの説得に当たる。無事に脱出できたものの、ラストシーンでは哲志の死などで心が壊れてしまったのか自室で放心状態となっており、最後に成仏したはずのサチコと向き合い笑みを浮かべた。その続編となる同『BS』では、あゆみと共に哲志たちが死ぬ前の天神小学校に戻ることに成功するが、運命を変えることはできずあゆみの存在が消えたことに愕然、代償として手に入れた闇の書物「ブックオブシャドゥズ」に「皆（犠牲になった哲志たち）を生き返らせて」と願い、直後廊下から哲志たちの声が聞こえたことで願いが叶ったと喜んだが、実際は、互いに融合した歪な姿で復活を遂げた哲志たちの姿を目にして絶叫するところで物語は終わる。
『BD』では、行方不明になった良樹とあゆみを探すために、哲志と玖遠と共に再び天神小学校へ向かい、最終的には脱出する。物語開始時、直美は再び登校するまでに精神状態が回復したものの、自宅にいる時は世以子の顔を思い出せない自分に苛立ち、心が病んでいた。そんな中、ふと携帯電話に残された顔が消された世以子の画像から「さち」の文字が直美の左目に焼き付けられ、後に痛みを和らげるために眼帯を付けることになった。物語においては「さち」の手がかりの鍵を握ることになる。
岸沼 良樹（きしぬま よしき）
声 - 吉田冬彦（Windows版。Chapter3までは「そら」名義） / 中村悠一（ドラマCD・PSP・OVA版）/ 演 - JUN
11月8日生、身長172cm、体重62.1kg、血液型A型、好きなもの：楽器の練習、嫌いなもの：バックボーンが軽い人間、趣味：音楽鑑賞
17歳、哲志のクラスメイト。臆病で何かあるとすぐに人の影に隠れていた。リメイクシリーズでは元々は不良で荒れていたが、親友となる哲志たちクラスメイトとの出会いによって現在のような性格に変わったほか、あゆみに好意を抱くきっかけとなった出来事についても言及がある。
裕福な家に生まれたが、親との確執ゆえ現在アルバイトをしながら安アパートで一人暮らしをしており、家庭内では時々会いに来る妹の美樹が唯一の理解者である。
戦闘では攻撃力がそこそこあり、また補助魔法を使いこなす。
口が悪く皮肉屋だが、根は優しく一本気な性格。歪んだ世界に飛ばされたあとは、あゆみと行動を共にしながら2人で学校の謎を解いていった。そして、哲志たちとも再会して、無事に学校を脱出する。
『BS』では第二章に登場し、はぐれたあゆみを探すと同時に、途中出会った繭と主に行動を共にしている。繭を霊から庇ったり、霊に取り憑かれたあゆみを正気に戻したりなど、友人のためなら危険を顧みず行動をしていた。
OVA版では、刻命の手から由香（サチコによって既に瀕死の状態）を救うが、その後、ヨシカズに腹部や頭部を激しく刺され殺害された。
映画版では、喧嘩別れしたあゆみを放っておけずヨシカズに追われている彼女を助けに入るが、抱え上げられて胴体を締め上げられ肋骨をへし折られるなどの致命傷を負う。最期は自分を放り出してあゆみに襲いかかろうとするヨシカズに背後から鉄パイプを突き刺し力尽きた。同『BS』では哲志同様刻命の襲撃を受け、頭部を殴られた上に薬品棚の下敷きとなるが、最期の力を振り絞って哲志の方へ硫酸の瓶を転がす。
『BD』では、御簾徒と共に天神小学校に向かったあゆみを追いかけ、愛狩に無理矢理しがみつく形で再び天神小学校へ向かう。その後、哲志達と合流し、崩れゆく天神小学校を脱出しようとしたが、現世から存在ごと消えるあゆみの行く末を憂い、哲志達から離れた。結果、あゆみ共々現世から存在そのものが消滅した。その後のエピローグで、ひのえの家にいる放心状態のあゆみを迎えに来る様子が描かれている。
篠崎 あゆみ（しのざき あゆみ）
声 - 大山チロル（Windows版） / 釘宮理恵（ドラマCD） / 今井麻美（PSP・OVA版） / 演 - 前田希美
9月12日生、身長151cm、体重43.2kg、血液型A型、好きなもの：占い・漫画・アニメ・ラノベ、嫌いなもの：暗闇・狭い所・、趣味：怪談・ホラーグッズ収集
17歳、哲志たちのクラスの委員長。彼女が廃校に伝わる怪談を哲志たちに語って聞かせたことが物語の始まりとなった。
歪んだ世界に飛ばされたあとは良樹と行動を共にする。極度の怖がりを隠すために怪談マニアを演じているものの、作中では恐怖が極限に達すると動けなくなってしまう場面もあった。密かに哲志に想いを寄せており、そのため些細な言葉で一緒に行動する良樹を傷つけてしまうこともある。
戦闘では回復魔法・補助魔法・蘇生魔法と幅広い能力を使えるが、使える能力はやや中途半端。
『NC』以降のリメイクシリーズでは、姉・ひのえが霊能力者であり、あゆみ自身も霊の影響を受けやすい体質であることが説明されている。また、霊能力者の七星に憧れているが、Chapter5にて彼女の本性を知って幻滅する。
良樹と協力して学校の謎を解いていき、哲志たちとも合流し、小学校を脱出した。
女子のメンバーの中では繭と一番仲が良かったため、彼女の死様には酷いショックを受け彼女を守れなかったことへの罪悪感に苛まれた。
『BS』第二章では、前作同様に良樹と行動をしていたが、複数の幽霊に取り憑かれてしまい、良樹とはぐれてしまう。後に霊に憑依された状態で良樹と再会し、彼の必死の訴えにより正気に戻ることができた。
『BS』第八章では、死亡した友人たちを救う方法を探すため、直美を連れて生前の篠崎ヨシヱ、サチコの家に行っている。そこで自分がヨシヱやサチコとは遠い親戚で、強い霊能力などを持った能力者の家系・篠崎家の末裔であることが判明する。そして、闇の書物「ブックオブシャドウズ」を見つけて繭を生き返らせようとするが失敗し、呪いの反動により自身も命を落としかけるも、姉のひのえにより救われた。
ドラマCD版『BS』でプロジェクト・ドーリーズに巻き込まれる。人形になってしまうが七星により実験が失敗した為、愛狩によって記憶を消され元の生活に戻る。愛狩に個人情報を調べられる。
漫画版『BC』では、その家系設定を利用し、サチコの除霊のキーパーソンとなる。
OVA版では原作と同様に良樹と行動を共にしているが、良樹に対して不満をぶつけたり、霊に憑依され暴走する等のシーンは描かれない。前日談のOAD『MF』でコンビニのコピー機で人型の紙を印刷していた。
映画版では、直美が紛失した切れ端入りの生徒手帳を拾ったものの、それを渡そうとした際に見た直美と哲志のやりとりと黒化の影響によって直美に対する嫉妬が暴走し、教室にあった印刷物を千切った偽物の切れ端を「繭のものを拾った」と嘘をついて渡し、直美の切れ端をこっそり焼却してしまう。同『BS』では哲志たちを失ったことで深い後悔に苛まれており、直美と共に運命を変えようと奔走するも叶わず、最期は直美を庇ってサチコを道連れに身を投げる。
『BD』では主人公の一人として登場。ひのえの死後、「ブック・オブ・シャドウズ」を狙う謎の少年・御簾徒に利用される形で天神小学校へ行く。彼の本性に気づいた後、篠崎家における天神小学校を含めた全ての歴史を知り、篠崎の血を引く末裔として天神小学校の呪いの連鎖を終わらせるために過酷な運命に立ち向かうことになる。サチコの魂や愛狩の援助を受けて、右目を失うなどの苦痛を伴う代償を経て本物の「ブック・オブ・シャドウズ」を完成させる。そして、これまで犠牲になった人々の存在だけでも取り戻したい、これ以上犠牲者が出ることを望まないという決心から、「涅槃」をサチコと同じように自身の体内に封印し、サチコほどの霊力を持たない者の代償として現世からはあゆみの存在そのものが、天神小学校に残った良樹を除いて全員の記憶からも消滅した。エピローグではひのえの家に放心状態のあゆみのその後の様子が少し描かれている。
『コープスパーティー2: DEAD PATIENT』にも登場する。
持田 由香（もちだ ゆか）
声 - びたみんちぃ（Windows版） / 矢作紗友里（ドラマCD） / 喜多村英梨（PSP・OVA版）/ 演 - 松浦愛弓
10月2日生、身長140cm、体重34.2kg、血液型A型、好きなもの：金平糖・桃水ジュース、嫌いなもの：レーズン、趣味：「香りのビーズ」集め
14歳、如月学園中等部二年生で、哲志の妹。
傘を持って登校しなかった兄を心配し、迎えに学校まで来たことで今回の事件に巻き込まれた。幼く見られがちなことを気にしており、何かと背伸びして振舞うが、根が甘えたがりのため長続きしない。
哲志のことを兄としてではなく異性として意識している。
戦闘では回復魔法に特化しているが攻撃力は低い。
兄の哲志以外には、良樹とだけは面識があるらしい。
リメイクシリーズでは哲志と一緒に行動していたもののはぐれてしまい、刻命と出会い行動を共にする。当初は優しく接してくる刻命を信頼していたが、徐々に危険な本性が見えてきた刻命に怯え逃げ出す。最終的には哲志たちと再会し、小学校を脱出する。
『BS』第六章では、刻命に捕まり理科室で殺されかけるが、刻命がヨシカズに殺害されたため隙を見てその場を逃げ出す。その直後に地震で床が抜け地下に落ちてしまい、そこで出会ったサチコに騙され弄ばれた挙句、最終的には殺害されてしまう。刻命に殺されかけている状況ですら、彼が頭痛で苦しむのを見て心配するなど、その優しく健気な性格は刻命に大きな影響を与えていた。
漫画版では刻命に捕まり、理科室で殺されかけるが、哲志たちに助け出される。
OVA版では、森繁や刻命に追われた後、サチコの手により人体模型と化した刻命に片目を抉られる等拷問され、瀕死の状態となったところを良樹やあゆみに救出された後、哲志に抱かれて息を引き取った。OAD『MF』で哲志との入浴シーンが描かれた。
映画版では、トイレに向かった際に哲志とはぐれた後、OVA版同様に錯乱した森繁に襲われ、理科室でサチコに案内されるがままについていき眠った隙に縛り付けられ、哲志に渡すはずだった傘で刺される等の拷問を受け、舌を切られてしまう。意識不明の瀕死の状態であゆみに発見され、彼女と共に地下室に辿り着くが、最後はサチコの身代わりとして哲志にガレキで滅多打ちにされ殺害された。同『BS』で持参していた傘に隠れていたサチに滅多刺しにされ、失血死する。
『BD』では、良樹の家に行くと偽り天神小学校へ向かった哲志の情報を御簾徒から聞き、その場で御簾徒とさつきと共に再び天神小学校に向かう。途中、哲志の声に反応してさつきと離れ離れになって迷子になったところ、さちに憑かれるが、直美の決死の覚悟で「さち」の文字が刻まれていた自身の左目を傷つけ、その障害反動でさちの呪いから解放された。その後、哲志達と脱出する。
全てのシリーズを通して、トイレ事情に関する描写が共通化されている。Dante98版以外のシリーズでは失禁要素が追加されるが、それに至る経緯は作品ごとによって異なってくる。
名前の由来は原作者である祁答院慎の小学生の頃の初恋相手。
赤い服の少女
Dante98版のみ登場。哲志たち5人を廃校舎（歪んだ世界）に閉じ込めた元凶である女子生徒の怨霊。後のリメイクシリーズ以降におけるサチコの原型となる。
ある雨の日の放課後、大人しい性格で友達のいない彼女に目を付けた担任教師に性的関係を迫られ、脅しのつもりで渡り廊下の手摺りに上るも足を踏み外して転落死してしまう。事件を知った学校の校長が担任と共謀して死体を隠し、事件を隠蔽したために成仏できず、歪んだ世界を作り上げて担任や校長に復讐し、生きた人間に対する妬みからその後も犠牲者を増やし続けていた。外見はリメイク版のサチコに似ているが本来の姿は肩まで整ったロングヘアーに灰色のスモックのような制服を着ている。また、リメイク以降のサチコは小学生という設定だが、こちらは哲志たちと同じくらいの年齢になっている。なお、Dante98版ベースのコミカライズである「コープスパーティー；娘」では苗字は「篠崎」となっており、後述のヨシヱに酷似した姿の母親も登場している。
彼女の良心が分裂した「もう1人の赤い服の少女」も存在し、そちらは哲志たちを助け、暴走するもう1人の自分を止めるように頼む。
亡霊
廃校のあちこちに出現する亡霊。
彼らは全員赤い服の少女によって歪んだ世界に引きずり込まれて死んだ人々の霊である。大きく分けて善霊（青色の火の玉）と悪霊（赤色の火の玉）の2種類がいる。
赤い服の少女が成仏しようとした際、それに激昂した悪霊たちが赤い服の少女に怨念を送り込んで強力な怨霊へと変貌させた。
教師
赤い服の少女の弱みに付け込み強姦しかけた担任教師。作中に登場はしないが作者曰く呪われた校舎で校長同様魂を弄ばれ続けている 。
校長
赤い服の少女の通う学校の校長。後のリメイクシリーズ以降における柳堀隆峰の原型。
ゲーム中では上記の自殺事件を「学校の名前にキズがつく」という理由で、赤い服の少女の死体を隠蔽した。そのことで少女の激しい怒りを買い、魂を何度も弄ばれ続けている。
人体模型
理科室にある人体模型。リメイクシリーズとは異なり理科室を出ても追いかけてくる。

## 携帯アプリ版・Windows版より登場

### 主人公サイド
篠原 世以子（しのはら せいこ）
声 - 本多未季（Windows版。Chapter4までは「本多しの舞」名義） / 新井里美（ドラマCD・PSP・OVA版） / 演 - 喜多陽子
12月22日生、身長154cm、体重44kg、血液型B型、好きなもの：髪の毛の手入れ・歌、嫌いなもの：一人でいる時間、趣味：直美の観察
16歳、哲志たちのクラスメイトで、直美の親友でもある。
明るく奔放な性格をしており、哲志に対して素直になれない直美をからかう。数年前母親が失踪してしまったため、母親代わりとして弟や妹の世話をしている。
異世界の旧校舎に飛ばされてからは直美と行動を共にしていたが、ふとしたきっかけから彼女と喧嘩別れしてしまう。その後、直美と仲直りをしようとメールを打っていたが、直美が次に発見したときにはトイレで首を吊った状態になっており、助けようとした彼女の目の前で息絶えてしまう。作品中においての最初の犠牲者となる。
終盤で、実は霊の影響で一時的に正気を失った直美に無理矢理首を吊らされていたことが明らかになる。しかし、彼女は死後もトイレの近くを通り掛った哲志に直美の危機を知らせたり、真実を知ったショックから黒化（呪いの侵食）に飲み込まれそうになった直美に、自分が死の直前に送ろうとしていた仲直りのメールを何度も送って立ち直るきっかけを作るなど、彼女が天神小学校から脱出する最後までを思い続けていた。漫画版では哲志たちが現実世界に脱出した後に直美が事実を知り、飛び降り自殺を図った彼女に同じく仲直りのメールを送り立ち直らせている。
『BS』第一章では、直美のことを友情を超えた恋愛感情で想っていたことが明らかにされた。その後、世以子の死の運命を変えようと行動に出た直美に『BC』・『BR』と同じく首を吊っているところを助けられるが、直美を顔を見た途端に怯えて逃げ出し、学校に仕掛けられた罠によって首を切断され死亡してしまう。
文化祭前日に直美の家に泊まった際に（OAD『MF』で直美に悪戯している）、弟たちの中で1番年上の悠と、翌日に父のサプライズパーティーを電話で一緒に計画していた。
『BD』では、あるWRONG ENDを除いては姿を現す事はないが、コックリさんという形であゆみたちと会話を行う。その際、彼女は死んでもなお、本当に直美の事を心配している本音が語られている。
鈴本 繭（すずもと まゆ）
声 - 柳あすみ（Windows版） / こやまきみこ（ドラマCD） / 南里侑香（PSP・OVA版）/ 演 - 美紗玲奈
12月29日生、身長154cm、体重43.9kg、血液型A型、好きなもの：爬虫類・クレープ・占い、嫌いなもの：両親の喧嘩、趣味：劇脚本書き・衣装作成
16歳、哲志たちのクラスメイト。
小柄ながらも明るい性格から同学年の生徒たちから人気が高く、「すずめちゃん」という愛称で呼ばれている。演劇部に所属しており、森繁のことを「シゲ兄ぃ」と呼んで慕う。あゆみとは仲が良かった。
家庭の事情で突如転校することになってしまい、そのことで落ち込んでいた。彼女のために「みんながずっといっしょにいられる」というお呪い「幸せのサチコさん」をあゆみが行ったことが物語の発端となる。
天神小学校に飛ばされたあとは保健室で子供の亡霊たちと会話をしていたが、良樹・あゆみと再会。2人に霊から離れるように説得されるも「この子たちを放っておけない」と聞かず、彼女を救おうとした良樹たちの努力も空しく、暴走した霊によって壁に叩き付けられて死亡する。
その後、繭とは知らずに彼女の死体の写真を見ていた森繁に、携帯電話を通して自分の死体を見ないでと訴え、結果的に森繁が死亡する原因となった。
『BS』第二章では、ループ前の記憶が微かに蘇り保健室に入ることを避けて校舎内を彷徨い、良樹と再会する。その後、奈那・あゆみも加わり4人で行動するが、自分の腹に不気味な痣が浮かんでいるのに怯え、両脚に同じような痣が浮き出ていた奈那が痣と同じ場所を切断されて連れ去られる場面に遭遇し、恐怖から一人で保健室へ逃げ込んだところをサチコと雪たち3人の霊に捕まってしまい、人体解剖標本の作成と称し生きたまま解剖され殺害されてしまう。終始、森繁のことを気にしていて、意識がなくなる直前まで想っていた。
OVA版では基本的な役割の変更はなく、死亡までの流れも原作と同じであるが、彼女の死に立ち会ったのは良樹とあゆみでなく結衣に変更されている。OAD『MF』で森繁と携帯電話で会話していた。
映画版『BS』では、あゆみや良樹が救出に向かうも、結衣共々、やはり手遅れになった姿を目の当たりにする。「ブックオブシャドゥズ」を唱えた直美の前に、他の犠牲者とともに互いに融合した歪な姿を現した。
『BD』では天神小の霊体として登場し、歪んだ顔つきであゆみに襲い掛かる。またEXチャプターでは自身の死後、霊体となった彼女が森繁の最期を見届ける悲劇の物語が描かれる。
森繁 朔太郎（もりしげ さくたろう）
声 - 笹原那太（Windows版。Chapter3までは「せいしる」名義） / 柿原徹也（ドラマCD・PSP・OVA版）/ 演 - 諒太郎
2月14日生、身長178cm、体重62.8kg、血液型AB型、好きなもの：演劇の練習、嫌いなもの：爬虫類、趣味：観劇・ネットサーフィン
16歳、哲志たちのクラスメイト。
中等部のころから演劇部に所属しており、同じ部に所属する繭とは兄妹のように仲がいい。常に冷静で物事にあまり動じないタイプだが、その反面何事も冷めた目線で見てしまう一面があり、繭以外のクラスメイトとは交流が少ない。
天神小学校に飛ばされたあと、一度は持田兄妹と再会するが、常軌を逸した異空間を彷徨っている内に正気を保てなくなり、死体を携帯電話で撮影するなどの異常な行動や、再会した仲間に冷ややかな態度で接し別行動を取りたがるなど、繭以外の人間を拒絶する面が目立つようになる。哲志たちと別れ一人で繭を探すが見つからず、寂しさや不安のあまり他人の不幸（校舎内で撮った死体の写真）を見て気を紛らわそうとするが、保健室前の廊下にあった粉砕死体の画像を見ている際、携帯電話から聞こえてきた繭の声からその死体こそが繭の変わり果てた姿であることを知り、錯乱した彼はその後何らかの理由で死亡。
『BS』第五章では、繭を探す途中で田久地や成・千早などと出会ったり、袋井・美月とはしばらく一緒に行動をしていた。当初は普通に繭を探していたが、徐々に死体の美しさに魅了されていき、どうして自分は死体を撮っているのか自問自答しつつ、死体の画像収集に夢中になっていった。ただし自分の行動が倫理に反していることは承知の上で、繭を見つけて一緒に現実世界に帰れたら死体の画像は全て消さなければいけないと思っている。繭以外の友人も一応は大切にしているようで、繭が哲志や結衣先生と合流できていればいいと思っていたり、BAD ENDであゆみの死体を目にした際には「岸沼は何をやっていたんだ」と憤っていた。
OVA版では死亡までの展開が入れ替わり、繭の死を知るのが先になる。繭の粉砕死体を撮影中、携帯電話からの繭の嘆く声を聞いて錯乱し、繭への弔いにしようと他人の死体を画像にして収集する。その際に由香を殺害しようとしたところ、由香は刻命に助けを求め、由香の目の前で刻命に首をナイフで抉り殺された。
映画版でもOVA版同様、繭の死を知ったことで錯乱し死体の画像を収集、そのまま由香を殺害しようとするが、ヨシカズに遭遇してしまい撲殺された。同『BS』では刻命の手によって既に殺害されている(首無し死体)。
『BD』には天神小の霊体として登場し、繭を捜し求めて校舎を彷徨っている。EXチャプターでは死亡までの経緯が詳細に描かれており、窓から飛び降りた後に校舎に戻って繭の死体の元に向かい、死体をかき集め体育館で劇を行う。その最中、歩き回っていた刻命と対峙する。刻命の煽り言葉に段々と反論出来なくなり、その言葉から繭と大事な時に一緒にいてあげられなかった事と自分の気持ちを告げ、刻命のサバイバルナイフで自らの胸を刺し、自殺する形で生涯を終えた。
なお、森繁の結末を知るのは原作では哲志と直美だが、漫画版ではあゆみと良樹、OVA版では由香と殺害した刻命（BDでは自殺幇助による看取り）となっている。
宍戸 結衣（ししど ゆい）
声 - 神城咲弥（Windows版） / 遠藤綾（ドラマCD） / 沢城みゆき（PSP版・OVA版）/ 演 - 小坂温子
5月3日生、身長164cm、体重50.1kg、血液型O型、好きなもの：猫・お酒・甘いもの、嫌いなもの：やる気の無い教員、趣味：猫のおもちゃ収集
23歳、如月学園高等部二年九組の副担任。担当科目は英語。
如月学園のOGでもあり、新卒で母校の採用試験を受け赴任してきたばかりである。教え上手ではないものの、明るい性格と天然ボケの一面から生徒には好かれている。モネという名前の猫を飼っており、教室の棚にまで猫缶を置いている。
赴任したばかりは、持田や世以子、篠崎のような友好的に接してくる生徒やその保護者からには慕われていた。その一方で、教え上手ではないが故に不満を感じた生徒達（主に不良であった時の岸沼）からは叱咤されたり、彼らの保護者たちからは嫌がらせや怒りのメールが毎日の様に送られて来たためにショックを受けるが、担任の山崎から励ましを受け立ち直っていき、今では彼女の事を嫌っていた岸沼達や保護者とも和解した。
良樹・あゆみとともに天神小学校へ飛ばされた直後とある女性の悲鳴を聞きつけ、探しにいこうとするのだが、教師に裏切られて死んだ霊の怒りを買ってしまい、右腕の骨を折る重傷を負う。その後、生徒たちを探して彷徨い続け、謎の魔法陣の部屋でようやくあゆみと再会するが（別ルートではその前に哲志と再会するシーンも存在する）、その部屋の床が突如崩れかけ、危機に陥る。結衣はあゆみを助けるために自分を足場代わりにさせて部屋から脱出させるが、自身はそのまま転落してしまい、瓦礫に埋もれそのまま命を落とす。埋もれたときの死に際には「もう少し生きていたかった」と生の未練を残しつつも、自分の生徒が無事に脱出してほしいと願い続けた。
漫画版では、上記の霊に襲われ刃物入りのショーケースの下敷きにされ重傷を負ってしまうが、必死の訴えを理解してもらえたようで何とか生き残る。霊が既に合流していた哲志、直美、良樹、あゆみの4人を連れてきてくれたおかげで結衣も哲志たちと合流することができ、終盤まで行動を共にする。しかし、腹部からの出血多量で元の世界に帰る体力もなくなり、おまじないの切れ端を無くしていたあゆみの身代わりとして自分の切れ端をあゆみに渡し、哲志たちが小学校を脱出するのを見送った後、死亡した世以子と正気を取り戻した被害児童3人に囲まれた中で息を引き取った。
『BS』第三章では、高校3年生のある日に出会った謎の老婆に「学校へ行ってはいけない」と警告され、それを無視して登校した結果、夜の校舎へ忘れ物を取りに戻ることとなり、そこでヨシヱの霊と遭遇していたことが明かされた（夢なのか現実なのか曖昧な形となっている）。
司に好意を抱いており、ヨシヱと遭遇した際も彼に助けられている。
OVA版では、良樹・あゆみと一緒だった描写は無く、二人の代わりに保健室にいた繭の説得を試みたが止められなかった。なお、自身の関係者の死を目の当たりにするのは、全シリーズを通してもこれが唯一である。繭が殺害された際には「大切な生徒を守れなかった」と悔し涙を流していた。その後、後半であゆみと合流し、繭も死亡していることを伝え、自分がおまじないをしなければと泣きじゃくるあゆみを「友達を思う気持ちに嘘は無い」と慰めた直後、地震で落ちてきた板に首を切断され、死亡した。前日談のOAD『MF』でも僅かに登場する(ただしセリフはなし)。
映画版では、突如現れたヨシカズによって撲殺され最初の犠牲者となってしまう（同映画のコミカライズ版で眼球が飛び出ている）。
なお、同『BS』では、あゆみや良樹が救出に向かうも、繭ととも既に手遅れになった事が語られている。
『BD』では、WRONG ENDに登場した。
刻命 裕也（きざみ ゆうや）
声 - 竜門（Windows版） / 神城咲弥（Windows版・小学生時代） / 杉田智和（ドラマCD・PSP版）/ 演 - 青木玄徳
10月23日生、身長186cm、体重72.9kg、血液型AB型、好きなもの：鍵・シルバーアクセサリー、嫌いなもの：家族・動物、趣味：人間観察
17歳、白檀高等学校二年四組に所属する男子高校生。クラスメイトと共に「幸せのサチコさん」のおまじないを行い、天神小学校に飛ばされてきた。
穏やかな物腰でクラスでの人気は高いが、人に本音を見せることはなく、あまり深い人付き合いはしていない。
優等生の姉や兄から厳しい指導をされて育ったため、強いコンプレックスを抱いている。子供時代から「生命の終わる瞬間」に強い興味を持っており、ペットショップで買ったハムスターをカッターナイフで切り刻もうとしたこともあったが、学校生活の中ではそのような歪んだ一面を巧妙に隠していた。
天神小学校に飛ばされた当初は重傷を負った片山に応急処置を施したり、片山の遺体から離れようとしない大川に業を煮やし、片山の遺体を階段から蹴り落して「片山の死を認めてここから出ろ」と叱咤するなど脱出を目指して行動していたが、片山がまだ生きていると思い込んでいる大川が叫んだ「人殺し」という言葉をきっかけに、天神小学校ではモラルが問われないことに気付き、暴走を始める。
その後、哲志とはぐれた由香と一緒に行動することになる。当初は温厚に振舞っていたが、死体の溢れる天神小学校の様子を見ていくうちに本性を隠し切れなくなり、最終的には由香に自分の妹であることを強要。自分を拒んだ彼女を殺そうとするが、逃げた彼女を追っている途中でヨシカズに撲殺される。
『BS』第六章では彼の内面について更に詳細に語られ、物心ついたときから人間らしい感情が欠如していたため、問題ばかり起こして親にも見離され、「良い子」を演じるようになったと明かされている。捕まえた由香を理科室で殺そうとした際、彼女に執着した理由が「彼女との出会いで初めて『憐憫』という人間らしい感情を覚えたから」だと気付き、「『妹』のような庇護対象さえいれば、自分も兄や姉のようになれたのかもしれない」と考えていたことが語られる。
漫画版では黒崎を殺害してからの展開が異なっており、捕まえた由香を理科室で殺害しようとするも彼女を捜しにきた哲志たちに妨害される。哲志さえいなくなれば自分が由香の「兄」になれると彼を刺そうとするが、哲志たちを自分の手で殺すことを望むサチコに阻止され、ヨシカズに撲殺された。原作よりも精神的な面で繊細なキャラになっており、黒崎や由香の説得を拒絶しつつもかなり動揺し、「ここから脱出しても兄や姉がいる世界では生きていけない」と黒化が進むまでに至っている。
OVA版では、由香と出会い事情を把握し、襲い掛かる森繁を由香の前で殺害し、その場で「君は僕の妹だ」と発言する。それに怯えて逃げ出した由香を追うが、ヨシカズによって背後から殴打され気絶した。その後理科室にて、右半身の皮膚が剥ぎ取られた人体模型のような状態で現れて由香を襲うが良樹によって首を撥ねられた。
映画版『BS』では、仲間への殺害行為を哲志達にバレると、その場にいた全員を襲撃。致命傷を負いながら死に際に反撃した哲志によって左顔面を硫酸で溶かされる。その後は復活し再び殺戮を行うが、サチコに襲撃され首を斧で割かれて死亡した。
番外編である『2U』の第七章では、前述の『BS』第六章の記憶を保持しているため、「自分に人間性を与えてくれるかもしれない『妹』という存在」として由香により一層の執着を見せるようになっていた。ループ前の刻命の行為を断片的に思い出した由香からは、「あなたの妹にはなれないし、あなたのやったことを許すこともできないけれど、あなたはまだやり直せると思う」と告げられるが、その甘い言葉に「もっと（由香が）欲しくなった」と歪んだ笑みを見せた。
『BD』では、人体模型として登場し梓紗と共に良樹に襲いかかる。あまりに変わり果ててしまった姿で登場したため、良樹たちからは人体模型の正体が彼だと一切分からなかった。EXチャプターでは森繁や島田と対峙するシーンが描かれている。

### 関係者
冴之木 七星（さえのき なほ）
声 - 愛原圭織（Windows版） / 山本彩乃（PSP版）
9月13日生、身長161cm、体重45.5kg、血液型B型、好きなもの：鬼碑忌コウの全て、嫌いなもの：メディアスクラム、趣味：小説書き
17歳、桐章学園高等部二年一組の女子生徒で、高校生ながら作家・霊能力者として活動し高い評価を得ている。自分のブログに様々なお呪いを紹介、掲載している。
本人曰く「ある人を捜すため」に、哲志たちよりも前に異世界の旧校舎に来ており、偶然出会った良樹とあゆみに自分が調べた情報を教える。あゆみが行った「幸せのサチコさん」のおまじないも彼女のブログに掲載されていたものである。
鬼碑忌の弟子で、事情があって実家を離れ、鬼碑忌の屋敷に居候している。実は七星本人は物語開始時点からすでに死亡しており、作中で現れる彼女は鬼碑忌に会いたい執念のあまり、持ち前の強い霊能力で黒化により死亡した身体から分離し、完全な侵食を逃れた魂だけの存在である。本人も「自分は既に命を落としている」と語っているが、死の直前の記憶は欠落しているという。鬼碑忌を溺愛しており、彼の取材を成功させるためにわざと誤った「幸せのサチコさん」の方法をブログで紹介し、天神小学校の被害者（サンプル）を増やしていた。真実を知ったあゆみに罵倒されるも開き直るが、呪いに侵食されて死んだ際に自らの手で鬼碑忌を殺してしまっていたことを聞かされ苦しみ出し、最期は魂まで完全に黒化に飲み込まれ消滅した。
漫画版では、下記の『BS』で明かされた誤ったおまじないを掲載した経緯が取り入れられており、鬼碑忌に置き去りにされた絶望感をサチコに煽られ、ほとんど正気を失っていたことが明かされている。鬼碑忌を殺害してしまった事実を拒絶し暴走するものの、鬼碑忌の魂が彼女を取り囲み、自身が犯した過ちを謝罪するとともに正気に戻って欲しいと願って抱擁したことで、呪いから解放され正気に戻った。しかしそれが気に入らなかったサチコの手によって鬼碑忌の魂は消滅させられ、激昂した彼女は呪術を使ってサチコの弱体化を図ったが力が及ばず、魂を消滅させられた。なお、この時に発した彼女の呪文はあゆみにとってサチコの除霊に大きなヒントを与えることとなっている。
『BS』第四章では、親友のさやかと一緒のときだけは普段の冷淡な態度が嘘のように無邪気に甘えていたりすることが判明した。サチコによる強い霊障に悩まされ身の危険を感じて調査を打ち切ろうとしたものの、その矢先に鬼碑忌が自分を置いて天神小学校に向かってしまったことで精神状態が一気に悪化し、サンプル増加のために誤ったおまじないをブログに掲載するという暴挙に走ってしまったことが語られている。漫画版では、一緒に天神小学校へ乗り込んださやかの無残な結末を知って精神が完全に崩壊してしまい、サチコの呪いに蝕まれる決定打へと至る。
『Cemetery0』ではあかり達からの依頼で自殺サイト｢フサルク｣の真相を追う。
ドラマCD版『BS』ではさやかを助けに館に向かうがさやかが人形になってしまった事で精神的に不安定になり、プロジェクト・ドーリーズのシステムになっていた棺桶を破壊し実験を終わらせる。この事件によって愛狩に興味を持たれ個人情報を調べられる。
『BD』では、EXチャプターに登場。亜衣子の回想シーンに登場し、さやか達とスイーツを巡っての除霊における数時間の楽しい一時の様子が描かれる。
3DS版『BR』で追加されたEXチャプターでは、死後に霊体として田久地の前に現れる。自らの死や鬼碑忌も生きてはいないであろうことを伝えるとともに、田久地が危機に陥った際に現れた血文字が鬼碑忌からのメッセージであることを指摘し、挫けそうになる彼を涙ながらに叱咤した。
鬼碑忌 コウ（きびき コウ）
声 - 真也（Windows版） / 遠藤大輔（PSP版）/ 演 - 金山一彦
10月27日生、身長178cm、体重62kg、血液型A型、好きなもの：霊場・廃墟・紅茶、嫌いなもの：人の多い場所、趣味：アンティーク小物の収集・ホラー映画鑑賞
38歳、1973年に起こった児童連続誘拐殺人事件の真相を調べていた怪奇小説家・ルポライター。
死体発見現場が開校後少し経った頃から厳重に閉鎖されていた地下室であったことや、事件前後の柳堀親子の異様な言動の数々を知り、事件に超常的な力が関わっているという仮説を立てていた。
天神小学校の取り壊しにより現実世界で調べることが不可能となった事件現場の地下室を調べるため、七星が探し出してきた方法で異世界の旧校舎へやってきたらしいが、その後行方不明となっている。
調査の途中で田久地とはぐれてしまい、1人でカメラを持ちながら天神小学校を彷徨っていたが、呪いに侵食されて彼への執着心が暴走した七星によって殺された。その出来事がビデオテープとして、天神小学校に残っている。作中では度々彼のレポートが落ちており、それを確認することで調査の内容を一部確認できる。
『BS』第四章で、七星と一緒に暮らしていて、とても大切にしている描写がある。そのため、七星を危険に晒さないようにと彼女を置いて天神小学校の調査へ向かうが、皮肉にもその思いやりが七星の心を追い詰め、呪いの被害を拡大させるきっかけとなってしまった。
『Cemetery0』では、自殺サイト｢フサルク｣の事件を追う七星を心配する。
漫画版では、霊魂となった彼が哲志たちの前に姿を現して様々な手助けをした。呪いから解放された七星を救うことに成功したが、不満を抱いたサチコによって消滅させられた。
映画版では2人の助手（1人は後述の田久地に酷似した服装の男性、もう1人は撮影役であったため姿が映っておらず性別不明。いずれも名前は明かされていない）を連れて天神小学校の各所にカメラを設置するなど調査を行っていたが、ヨシカズの襲撃を受けて殺害された。
3DS版『BR』で追加されたEXチャプターでは、死後も血文字のメッセージという形で田久地を導き、救おうとしていたことが明らかになる。
田久地 将五（たぐち しょうご）
声 - 坂巻学（PSP版）
11月24日生、身長176cm、体重58.9kg、血液型B型、好きなもの：「Seaway」のツナサンド・コーラ、嫌いなもの：ゴキブリ・肉の脂身、趣味：古着屋・カメラショップめぐり
29歳、鬼碑忌の助手でカメラマン。
『BR』EXチャプター12の主人公。
鬼碑忌が弟子の七星を天神小学校に同行させるのは危険と判断したため、同行者兼記録係として鬼碑忌と2人で異世界の天神小学校へ向かった。
鬼碑忌と一緒に調査をしていたが、その際に遺体を踏みつけて錯乱しその場を逃亡。彼とはぐれてしまう。後に地下室で哲志たちと遭遇するが、実は霊に操られた直美が世以子を殺害しようとする現場を目撃しており、直美の顔を見てその場から逃げ出す。最期は解体部屋に身を隠すも、ヨシカズに発見され殺害された。
『BS』第五章では森繁と出会い、情報交換をすることを約束する。しかし、その後地震によって床に開いた穴の向こうで倒れているのを、成と千早、遅れてきた森繁に発見される。声をかけても反応はなく、生死は不明。
『Cemetery0』では、自殺サイト｢フサルク｣を調べる七星に情報を伝え、鬼碑忌に相談するように促す。
漫画版『BC』では、あゆみが黒化による暴走で直美に襲いかかった場面で登場し、清めの水をあゆみにかけて正気に戻す。哲志たちとは明るく接していたが、直美が上記の出来事の犯人だというのに気付き、温厚な態度で接している直美を見つつ「普段はいつも（彼女は）あんな感じなのか」と哲志に尋ねている。また、直美が崩れた書類を集めようとした際、「触るな」と拒絶した。鬼碑忌と七星が死亡した事実を知り、逆打ちの相手を失って現実世界に帰ることが永久に出来なくなった彼は、カメラマンとしての使命を全うするとともに、全力で哲志たちの脱出の手助けをすることになる。そしてヨシカズと遭遇した際は、自らが囮となって哲志たちを逃がした後に殺害され、哲志たちが隠れていた解体部屋にて体を切断された。
『BD』では彼のビデオカメラが登場し、犬丸と亜衣子が七星の死を知ることになった。
3DS版『BR』で追加されたEXチャプターでは、鬼碑忌とはぐれてから直美が世以子を殺害する様子を目撃するまでの様子が描かれ、鬼碑忌とはぐれた際に錯乱した理由が死体を踏みつけてしまったことだけではなく、鬼碑忌の背後に霊の姿を見てしまったからだと明かされている。七星からは鬼碑忌との仲を邪魔しているとして邪険に扱われていたが、それでも鬼碑忌を尊敬し支えたいと願う者同士の不思議な信頼関係があり、鬼碑忌と七星を心から大切に思っていた。
柳堀 ヨシカズ（やなぎほり ヨシカズ）
声 - 尾瀬慎一（Windows版） / 松尾大亮（PSP版）/ 演 - 真山俊作
4月29日生、身長175cm、体重85.2kg、血液型B型
1973年に天神小学校で起こった児童連続誘拐殺人事件の犯人とされる人物。異世界の旧校舎=天神小学校の校長の息子で、天神小学校で教師をしていた。
誘拐された児童の1人・篠崎サチコの証言により容疑者として逮捕されたが、精神病と判断されて無罪になった。しかしその後、入院していた病院から抜け出し自殺を遂げる。享年32。
周りの人間の証言によると、事件当時は原因不明の病を患ったことで精神が退行・幼児化しほとんど言葉を話せない状態にはなっていたものの、大人しい性格で他人に危害を加えるような人物ではなかったらしい。
実はサチコの怨念に操られ児童たちを誘拐していただけである。その後はサチコの片腕のような存在として、天神小学校に迷い込んだ生徒をほぼ操られるがままに殺人を行っている。
精神の幼児化が進んでからは、幼少時に母親から与えられた文化人形を肌身離さず持ち歩くようになっており、PSP版のExtra Chapterでは母親のように接するサチコに甘えるシーンもあった。その一方で、サチコに操られていない状態の彼は子供たちを誘拐し死に追いやったことを深く悔いており、小説版では由香のことを自分を慕ってくれていた事件の被害者・雪だと思い込み、彼女を救うためにサチコに反抗した。また、本編でも一度捕えた良樹を殺害せずに解放していたりするので、近くにサチコがいなければある程度は自分の意思で動ける模様。
漫画版も同様に、サチコに必死に説得する哲志たちを見かねて、自分の意志を取り戻して彼女にこれ以上の犠牲を止めようと涙ながらに言葉を話して訴えていた。
『BS』第六章でも、由香を殺せというサチコの命令に苦しんでいた。
『BD』では秘密結社「マルトゥバの墓」の手で磔にされて頭部を串刺しにされ、呪術的な模様を施されるという無残な姿で登場した。
柳堀 隆峰（やなぎほり たかみね）
声 - 菊本平（PSP版）/ 演 - 大川ヒロキ
7月21日生、身長164cm、体重92kg、血液型B型
柳堀ヨシカズの父で天神小学校の校長で、本来は温厚な性格で人格者として慕われていた。
1953年に天神小学校で起こった保健医・篠崎ヨシヱを転落に見せかけて殺した。また、それを目撃したヨシヱの娘・サチコを口封じのために絞殺して、遺体を地下室へ埋める。その後は精神の均衡を崩し、やがてサチコの呪いにより、天神小学校の廃校が決まった日に飛び降り自殺をする。享年60。死後、地縛霊となり死亡時の行動を繰り返し続け、永遠に飛び降り自殺の苦しみから解放されなくなってしまっている。
児童連続誘拐殺人事件の原因となる、一時の気の迷いから保健医である篠崎ヨシヱに性的関係を迫り、拒絶した彼女を口止めしようと追いかけ誤って死なせてしまう。
坪田 美貴男（つぼた みきお）
声 - ヨッシ〜バラン（Windows版） / 菊本平（PSP版）
6月10日生、身長185cm、体重75.3kg、血液型B型
29歳、如月学園の体育教師。
独自の教育理念を持っているが、誰にも受け入れられていない。素行が荒く、何度も教頭に指導を受けている。当時不良だった良樹を、見つけた他人のタバコで喫煙犯と決め付けたりして、退学に追い込もうとした。自分より慕われている、結衣の事を疎ましく思っている。
山崎 一（やまざき はじめ）
声 - KK（Windows版） / 大塚明夫（PSP版）
4月21日生、身長166cm、体重45.5kg、血液型A型
56歳、如月学園高等部二年九組の担任。担当科目は英語。
宍戸結衣の恩師で、情に厚い生徒思いの教師。最近は学会で出張することが多くなっており、二年九組の管理をほとんど結衣に任せている。その為かあゆみからは「めんどくさい事は全部結衣先生に押し付けている。」と誤解されがちであったため快く思われていない。
『BS』では風邪で学校を休んだ結衣にプリントを持って行くよう哲志にお願いしていた。
『BD』にも少しだけ登場する。
下田（しもだ）
声 - 杉田智和（Windows版・PSP版）
1月21日生、身長182cm、体重69.2kg、血液型B型、好きなもの：自分・トイレ、嫌いなもの：失礼な人
天神小学校が廃校になり異空間と化す前から、七不思議の1つとして生徒たちの間で語られていた「厠の下田さんの霊」。生前は、天神小学校建設の前にその土地に住んでいた華族の当主であったらしい。享年28。
下校時刻が過ぎた天神小学校で、3階の男子厠に定期的に現れては一番奥の個室に篭り、扉を開けようとする不躾な生徒がいれば叱り付けるという。
天神小学校の厠が気に入っており、異空間と化した天神小学校でも、スーツに蝶ネクタイ、山高帽におしゃれな眼鏡という紳士な姿で、マイペースに個室に篭り続けている。
本編では声のみの登場だが、Extra Chapter 1でその姿を見せる。
ちなみに、山高帽は部下の田中という人物にもらったと答えている。
3DS版『BR』で追加されたEXチャプターではフルネームが「下田宗一郎」であること、生前に「綾」という妻がいたことが明かされる。海外渡航中に綾が心臓病で亡くなり、強く生きてほしいという彼女の願いを生きる支えとしていた結果、その想いが強過ぎる生への執着となり成仏できなくなってしまったという。
管乃 雪（かんの ゆき）
声 - 琥遥ひより（Windows版） / 五十嵐裕美（PSP・OVA版）/ 演 - 内田さや
5月24日生、身長145cm、体重38.2kg、血液型A型
1973年の児童連続誘拐殺人事件の被害者で、生前は天神小学校5の2の生徒だった。発見されたときは左目と舌を切り取られていた(OVA版では腹部もめった刺しにされた)。享年11。
ヨシカズのことは、病気で話せなくなってはいるものの優しい先生だと認識しており、慕っていた。事件当日は、登校前に母親と喧嘩したため家に帰る気になれず、別館への渡り廊下に佇んでいたところでヨシカズと出会い話を聞いてもらうが、その直後にサチコに操られて豹変したヨシカズに誘拐され、サチコに殺害されてしまう。その後怨霊となり、天神小学校に迷い込んだ人間を多数殺害したりしていたが、あゆみに遺体の一部を返してもらったことから正気に戻った。その後は、良樹やあゆみを天神小学校に戻してくれたり、手助けをした。哲志たちによってサチコは成仏したが、自身は事件の被害者であるために天神小学校の呪縛から逃れることはできず、彼らと別れることとなる。BAD ENDと漫画版『BC』のエピローグでは彼女が「第二のサチコ」となることが描写されている。
『BD』に登場するさちが彼女に化けている。
辻 時子（つじ ときこ）
声 - 雪乃ことね（Windows版） / 大原桃子（PSP・OVA版）
6月30日生、身長120cm、体重20.5kg、血液型A型
1973年の児童連続誘拐殺人事件の被害者で、生前は天神小学校1の6の生徒だった。発見されたときは舌と上顎から上の頭部を切り取られていた。享年7。その後怨霊となり、天神小学校に迷い込んだ人間を多数殺害したりしていたが、あゆみに遺体の一部を返してもらったことから大人しくなった。
頭の大部分が欠損しているという外見故か、映画版では存在がオミットされている。OAD『MF』の2U付録版(Z指定)で残虐シーンに黒ぼかしが施された。
吉沢 遼（よしざわ りょう）
声 - mai（Windows版） / 森谷里美（PSP・OVA版）/ 演 - 佐竹遥人
1月8日生、身長126cm、体重23.4kg、血液型O型
1973年の児童連続誘拐殺人事件の被害者で、生前は天神小学校3の5の生徒だった。舌を切り取られ腹部をめった刺しにされた状態で発見された。享年8。その後怨霊となり、天神小学校に迷い込んだ人間を多数殺害したりしていたが、あゆみに遺体の一部を返してもらったことから大人しくなった。OVA版では3人の中で最初に正気を取り戻している。実写映画版では辻時子の代役も兼ねている。
篠崎 サチコ（しのざき サチコ）
声 - 天羽郁（Windows版） / 大谷育江（PSP・PS Vita・OVA版）/ 演 - 内藤穂乃香
7月19日生、身長124cm、体重21.3kg、血液型A型
1973年の児童連続誘拐殺人事件で唯一生き残った赤い服の少女で、彼女のみ天神小学校の生徒ではなかった。彼女の証言により、柳堀ヨシカズが犯人として逮捕されることになった。
事件後、家族と共に引っ越したとされているが定かではなく、その後の行方は分かっていない。また、警察の取調べを受けたにも拘らず彼女自身や彼女の家族についての資料が全く存在していないという。
実際は児童連続誘拐殺人事件で誘拐された児童ではなく、逆に殺人を犯した張本人である。サチコ本人は当時7歳だった1953年に天神小学校で母・ヨシヱが柳堀校長に殺害される場面を目撃してしまい、口封じのために絞殺され、遺体を地下室へと埋められた。その恨みから怨霊となったサチコは、長い時間をかけて一時的に生きた人間のような実体を持てるほどの凄まじい力を手に入れ、「子供好きな母が寂しがらないように子供たちを母の元に送りたい、生きている人間が妬ましい」という理由からヨシカズを操り3人の子供を誘拐させ、殺害した。
本来はごく普通の少女であったが、母と自分を殺した柳堀校長への憎しみや生者への妬みといった負の感情、そして犠牲者が増えるに従って膨れ上がっていった呪詛の力によって残虐非道な性格へと変貌している。また、相手をだますために、無邪気な子供のように振舞い、他人を気遣う一面を見せることもあり、自分に従わない者には激しい怒りや罵詈雑言を浴びせる。
終盤、遺体が埋められた地下室に来た哲志たちを追い出そうとするが、彼らから殺害された後に引き抜かれた自身の舌・ヨシヱから自分への誕生日プレゼントを渡されると母親のことを思い出し、呻き声をあげながら成仏した。
漫画版では、ヨシヱの日記を読んで一時的に戸惑いを見せたが、真実を受け入れられず更に強力な怨霊になって哲志たちに襲い掛かる。その後はヨシヱの魂が登場し、あゆみによる呪術で呪いから解放されて正気を取り戻し、愛する母とともに安らかに成仏した。
『BS』ではたくさんの人を誤った方向へ導いたり、拷問したりして殺害していた。森繁などのような小学校の呪いの歯車になりそうな特殊な人物には一緒に拷問するかを聞いていたりもした。また、強大な呪いの力を使って幾度も世界をループさせ、繰り返し哲志たちを弄んでいたことが示唆されている。
『2U』では彼女の誕生日パーティーの物語が描かれており、主人公として登場する。この日だけは呪いが弱まるため、生来の無邪気な性格に戻るが、それでも時折邪悪な面が出現するというキャラ付となっている。物語のラストにて、泳ぎを教わったり骸骨を象った手作りのカラベラネックレスをプレゼントされるなど哲志たちと交流し、彼らの運命を弄ぶことへの罪悪感を感じるが、その直後に12時を回り誕生日が過ぎたことで呪いの力が再び強まり、邪悪な怨霊へと戻ってしまった。
『BD』では、母であるヨシヱが夫の死によって狂気に囚われ、邪術によって死の世界に限りなく近い異世界「涅槃（「異世界の天神小学校」のベースとなった世界）」を解放してしまった際、母を救うために「涅槃」を呑み込み、自らの体内に封じたことが明かされている。成仏したとされていたが実は魂は天神小学校に残っており、後に天神小学校を再訪したあゆみに憑依する形で現世にやってくる。呪詛の力から解放され生来の少女らしい心を取り戻したのと引き換えに涅槃に干渉する力のほとんどを失っているが、生まれ持った強大な霊能力はまだ残っており、世界の破滅を止めるためにあゆみに協力した。御簾徒に利用された結果、涅槃と現世の融合や哲志たちの死を招いてしまい打ちひしがれるあゆみに寄り添い、世界の完全な崩壊を防ぐために立ち上がった彼女に同行する。そして彼女が手に入れた中身の欠けたガワ状態の「ブック・オブ・シャドウズ」に全霊力を注ぎ、涅槃と現世の融合が起こり哲志たちが死ぬ前の過去の時間へと彼女を送る。その直後、力を使い果たした彼女はあゆみに過去の罪を謝罪し、あゆみの腕の中で消滅していった。
磔にされたヨシカズの姿を見て哀しげに名前を呼んだり、自分は沢山の人を殺した悪い子だと涙ながらに自虐するなど、正気を取り戻したことによって過去の自分の行いを深く後悔している。また、『2U』で哲志たちからプレゼントされたカラベラのネックレスを大切にしている。
篠崎 ヨシヱ（しのざき ヨシエ）
声 - 大谷育江（PSP・PS Vita版）/ 演 - 竹内えり
5月16日生、身長162cm、体重48.8kg、血液型A型
1953年頃、開校まもない天神小学校で保険医をしていた若い女医で、サチコの母親。
医者としては西洋医学だけではなく超自然学を取り入れた治療も行っており、子供好きの温厚な人柄から子供たちに慕われていた。ある夜、天神小学校の階段の踊り場から転落死し、同じ日に母親を迎えに天神小学校に向かったはずの彼女の娘・サチコも行方不明となった。享年27。彼女の死の直後から、天神小学校の地下室は柳堀校長によって厳重に封鎖された。
実は事故ではなく柳堀校長に殺されており、地下室が厳重に封鎖されたのも校長自身が殺人を犯したことを隠すためであった。なお彼女の死後も何故か日誌が書き留められており、怨念となったサチコが小学校で殺人を犯したことを歓喜している内容や校長に殺された恨みによって性格が歪んでしまったかのような内容すらある。
なお、保健室に現れる霊の正体も彼女である。保健室に一人残された直美をサチコと勘違いして近づいてくる。
『BS』では、過去に如月学園の校舎に現れ、結衣や司を殺害しようとしたことがあるが、謎の老婆(正体は彼女の叔母)によって阻止されていたことが判明する。
漫画版では、あゆみが接触した際にサチコの遺体の一部を返したことと、正体を把握して優しく接したため、正気を取り戻した。また、サチコが強い怨念で哲志たちを襲っていた際に、あゆみの血液がヨシヱの日記に零れたと共に姿を現し、サチコの暴走を一時的に抑えた。サチコが正気に戻ると、共にこれから罪を償っていくという決意を表し、サチコと一緒に成仏していった。
『BD』では校長によって殺害される前の過去が描かれており、夫・誠二が「篠崎家には基本的に娘しか生まれず、篠崎家の女の伴侶となった男は若くして死ぬ」という「呪い」によって命を落としたことから、「どんな形でも構わないから夫と添い遂げたい」という狂気に囚われた結果、黒魔術の禁断の邪術に手を出してしまい、黒魔術の教典である「ブック・オブ・シャドウズ」に封印されていた「涅槃」を解放してしまった。生まれつき強大な霊能力を持っていたサチコが「涅槃」を自らの身体に封じ込んだことで過ちに気付き、「サチコが命を落としたら『涅槃』はどうなるのか」という不安を抱えつつもサチコと一緒に生きていこうと決意するが、校長の乱心によってその願いは無残にも打ち砕かれてしまった。
OAD『MF』の2U付録版のパッケージとOVA『TS』のOPでサチコと映った写真が描かれた。
篠崎 誠二（しのざき せいじ）
声 -
『BS』第一章で写真として登場。ヨシヱの夫であり、サチコの父親でもある。
『BD』では、篠崎家の「呪い」によって若くして亡くなったことが明かされ、彼の死がすべてのきっかけとなったことが明らかとなる。
篠崎 さち（しのざき さち）
声 - 近藤唯
『BD』で初登場。 サチコと共に双子として生まれるはずだったが、ヨシヱの体内に吸収された。後に、サチコが「涅槃」を体内に封じ込めたこと、あゆみが邪術を使ったことなどがきっかけで、涅槃の中で霊体を得た。本来の名前は不明だが、自身が「さち」と名乗り、また直美の左目に刻まれた文字も「さち」であり彼女の視点が少し見えていたことから、生まれた場合はさちと名づけられた可能性が高いとされている。

### 関係生徒
黒崎 健介（くろさき けんすけ）
声 - 貴瞳賀玖斗（Windows版） / 紗友（Windows版・小学生時代） / 代永翼（ドラマCD・PSP版）/ 演 - 水石亜飛夢
4月1日生、身長169cm、体重55.3kg、血液型B型、好きなもの：小動物、嫌いなもの：暇、趣味：野球・カラオケ・身体を使うアルバイト
16歳、白檀高等学校二年四組の男子生徒。
野球部に所属しており、性格は明るい。刻命裕也の幼馴染で幼い頃からいつも一緒に遊んでいたが、高校に入ってからは友達が増えたこともあり、刻命とは疎遠になり始めている。美月のことを「美月さん」と呼び、密かに好意を抱いている。袋井とは親友で、彼同様に美月には頭が上がらない。刻命に恋心を抱く凍孤については、刻命が他人と深く関わろうとしないのを知っているため「刻命と付き合っても楽しくないかもしれない」と彼女に伝えはしたが、応援している。
Chapter3で由香がトイレに入っている間に刻命と再会するが、狂った本性を剥き出しにした彼にサバイバルナイフで刺され、下の階へと突き落とされる。その後、刻命の言動に不気味さを感じて彼から離れようとした由香に発見され、彼女に刻命の危険性を伝えて逃げるように促す。由香を追ってきた刻命に対し、歪んでいく彼から目を逸らして逃げていたことを詫びると同時に、初めて面と向かってその行動を批判するが、思いは届かず惨殺された。
漫画版『BC』では、刻命に刺される前に由香と出会い、一時的に刻命を含めた三人で行動する。その後由香がトイレに行っている間に刻命の姉の話をしたことをきっかけに、刻命に下の階に突き落とされるという微妙に異なる流れになっている。その後も既に出会っているため、由香の反応もゲームとは異なっている。
『BS』では第五章に登場。床の穴の反対側にいた美月と会話をし、反対側へ行ける道を探しに行った。
『BD』では、刻命と島田が対決するEXチャプターに登場。
『BR』EXチャプター13で声だけの登場。仲間達の名前を呼びながら校内を彷徨っている。大川が声を聞き呼び掛けるがそれに気付かず先に進んでしまう。
袋井 雅人（ふくろい まさと）
声 - 真也（Windows版） / 菊本平（PSP版）
12月25日生、身長174cm、体重54.8kg、血液型A型、好きなもの：数式・化学記号・図書館、嫌いなもの：己を省みない人間、趣味：クロスワードパズル・読書
17歳、白檀高等学校二年四組の男子生徒。
真面目な性格の生徒会長。一年の時いじめに遭っていた所を黒崎に救われ、以後彼と親友となった。片山や大川とも仲が良いが、2人が生徒会室を遊び場にしていることには頭を悩ませている。
Chapter3の冒頭に登場。美月と一緒に行動していたが、ヨシカズと思われる男の襲撃を受けて美月とはぐれてしまい、その後鈍器で殴られた上に刺殺された死体として発見される。
『BS』第五章では美月と一緒に行動している。ヨシカズの襲撃で殴られて重傷を負いながらも美月を逃がそうとし、彼女が逃げたことを確認して安堵するが、ヨシカズが去った直後に現れた刻命によってトドメを刺された。
漫画版『BC』では島田、大川と共に死体で登場。
『2U』の相関図では、黒崎同様美月に対して好意を抱いているということが明記されている。
『BD』では、刻命と島田が対決するEXチャプターに登場。
山本 美月（やまもと みつき）
声 - ヤマトアキ（Windows版） / 戸松遥（PSP版）
6月27日生、身長157cm、体重48.6kg、血液型O型、好きなもの：占い・チーズケーキ・花、嫌いなもの：お化け屋敷・不誠実な男、趣味：掃除・料理
17歳、白檀高等学校二年四組の女子生徒。生徒会書記。
性格は男勝りであるが、根は純情。刻命や恵美を初めとするクラスメイトと共におまじないを行ったため異世界の天神小学校に飛ばされた。真面目過ぎる袋井を心配しつつ、生徒会室を遊び場にしている片山たちには時折雑用をさせている。恋人がいたが、最近四股をかけられていたことが判明し破局している。
Chapter3の冒頭に登場。はぐれたらしい黒崎を探し、袋井と一緒に行動していたが、突如現れたヨシカズらしき男の襲撃によって袋井とはぐれてしまう。その後別館で哲志に会うがすでに心のバランスを失っており、何者かに刃物で刺されて殺害される。
『BS』第五章及び漫画版『BC』では、刻命によって刺殺されている。『BS』第五章では袋井と一緒に行動し、森繁を含めた3人で行動したこともあったが、恵美の死体を発見したことや、ヨシカズの襲撃を受けて袋井を残して逃げ出してしまったこと、更に豹変した刻命に殺されかけたことで、森繁と再会したときには『BC』・『BR』で哲志と出会ったときと同じく精神的に不安定になっていた。その後1人で校舎内を逃げ回るも、刻命に捕まってしまい殺されたが、刻命が期待する悲鳴や命乞いなどの素直な反応を一切見せないことで彼に一矢報いた。
『BS』第七章の冒頭では、生徒会室の大掃除の予定をすっかり忘れていた袋井に蹴りを入れながらも、生真面目すぎる彼に肩の力を抜くよう進言したり、片山・大川・黒崎を生徒会室の清掃に参加させる（黒崎に至っては部活のために欠席を申し出ていたのを強制連行）するなど、面倒見の良さと男勝りな面を見せている。
『BD』では、刻命と島田が対決するEXチャプターに登場。
卜部 恵美（うらべ えみ）
声 - mai（Windows版） / 森谷里美（PSP版）
5月21日生、身長152cm、体重55.6kg、血液型A型、好きなもの：カインズカフェのガトーショコラ・動物、嫌いなもの：運動・意地悪な人、趣味：料理・お菓子作り・読書
17歳、白檀高等学校二年四組の女子生徒。
美月とは一年生の頃からの親友で、一緒に「幸せのサチコさん」を行い天神小学校に飛ばされた。
Chapter3の冒頭で名前のみ登場。美月と共に行動していたようだが、ヨシカズと思われる男に撲殺される。
『BS』第七章で黒崎・美月・袋井を除く白檀高等学校の生徒が天神小学校に飛ばされた直後の様子が語られ、刻命たちと一緒に行動していたが、大川に脱出を促すためとはいえ片山の遺体を容赦なく蹴り落とした刻命に怯え、大川に「人殺し」と言われたことで刻命の様子が変わったことに気付き、慌ててその場を逃げ出す。凍孤にも刻命から逃げるよう説得するが、刻命に恋する凍孤が彼の豹変に対して半信半疑であったことから言い合いとなり、一人でその場を離れる。
『BS』第五章では、水練場で倒れているところを袋井たちに発見されるも、目を覚ますと同時に狂乱して逃走し、廊下でヨシカズと遭遇してしまい『BC』・『BR』同様に殺害された。
『BD』では、刻命と島田が対決するEXチャプターに登場。
霧崎 凍孤（きりさき とうこ）
声 - 葛城こより（Windows版） / 吉田聖子（PSP版）/ 演 - 石川恋
2月20日生、身長156cm、体重47.9kg、血液型B型、好きなもの：占い・モスドのチリドック・Lobyrinth（ヴィジュアル系バンド）、嫌いなもの：海・ねずみ、趣味：ヘアアクセサリー集め・音楽鑑賞
17歳、白檀高等学校二年四組の女子生徒。占いが好きで、刻命たちが行った「幸せのサチコさん」の提案者。
刻命に片思い中。普段は明るく振舞っていたが神経質な一面があり、天神小学校に飛ばされてからは心のバランスを失っている。
Chapter4ではルート次第で保健室で哲志と出会うが、精神が不安定になっている彼女は危うく哲志を殺しそうになり、結局保健室に残ることになる。Chapter5では舌を切って自殺した彼女の遺体を確認できる。
天神小学校に飛ばされた直後は刻命たちと一緒に行動しており、島田の死を受けて再度大川を説得しに向かった刻命と恵美を待っていたが、言い争う声を聞いたため様子を見に行き、そこで刻命が大川を階段から蹴り落としたと思われる場面を目撃する（実際には刻命が蹴り落としたのは片山の遺体だけであり、大川は蹴り落とされた遺体に駆け寄ろうとして足を踏み外した）。怯える恵美に連れられその場を離れるが、刻命の豹変を信じられないため恵美と離れ、彼と話をしようとする。しかし完全に暴走してしまった彼に殴られ前歯を折られたため恐怖で逃げ出し、保健室に篭城した。
『BD』では、刻命と島田が対決するEXチャプターに登場。
片山 良介（かたやま りょうすけ）
声 - 栄人（Windows版） / 遠藤大輔（PSP版）
3月28日生、身長165cm、体重52.4kg、血液型A型、好きなもの：ゲーム（主にギャルゲー）、嫌いなもの：寒い冬・暑い夏、趣味：ゲーム攻略・アニメ鑑賞・レアグッズ集め
17歳、白檀高等学校二年四組の男子生徒。
ゲームやアニメが好きで、似た趣味を持つ大川とは親友。袋井や黒崎たちとも仲が良いため、大川と一緒に生徒会室に入り浸って遊んだり、美月に雑用をさせられたりしている。
刻命たちと一緒に天神小学校に飛ばされるが、校舎に仕掛けられた罠によって右足を膝下から切断する重傷を負ってしまい、刻命の応急処置も空しく失血死してしまう。その遺体は刻命によって階段から蹴り落とされ、彼の暴走のきっかけとなる。
『BD』では、刻命と島田が対決するEXチャプターに登場。
大川 智寛（おおかわ ともひろ）
声 - 相葉啓祐（Windows版） / 山口翔平（PSP版） / 野間田一勝（2U）
10月5日生、身長164cm、体重50.2kg、血液型O型、好きなもの：可愛いもの・ゲーム（主にギャルゲー）、嫌いなもの：威圧的な人・生魚、趣味：漫画・アニメ鑑賞
17歳、白檀高等学校二年四組の男子生徒。
おとなしく押しの弱い性格で、女子からもからかわれることが多い。また、その気の弱さから島田に目を付けられ、時折使い走りにされている。片山と一緒に生徒会室を遊び場にしていることについては袋井から注意されているが、懲りていない。
刻命たちと一緒に天神小学校に飛ばされるが、親友・片山の死を認めたくない思いから彼の遺体のそばを離れようとせず、遺体を階段から蹴り落として現実に目を向けさせようとした刻命を「人殺し」と罵り、そのまま逃亡する。その後刃物で殺害された彼の遺体が登場しているが、犯人は不明。足がとても早く良樹を感心させる程である。
『BS』でも白壇高校組では唯一死の詳細が判明していない。
漫画版『BC』では袋井、島田と共に死体で登場。
『BD』では、刻命と島田が対決するEXチャプターに登場。
3DS版『BR』で追加されたEXチャプター13と14の『常闇のホタル』では、刻命から逃亡後、地下室に隠れていたがヨシカズに捕まり今にも殺されそうになっている良樹を助け共に地下室から脱出する。良樹の派手な見た目に粗暴な島田の姿を重ね合わせ怯えていたが、彼の優しさに触れ信頼するようになる。黒崎の声を聞き声の元に向かい呼び掛けるが反応がなく仲間を置いて刻命から一人逃げた自分への罰だと思い込み悲しみに暮れる。幽霊に襲われた際、自分の愛用しているゲーム機が勝手に動き出したことで逃走に成功するが、そのゲーム内容から片山の霊が怨霊の注意を引いて自分と良樹を助けようとしてくれたのと気付き、涙を流し感謝する。幽霊から逃げる為、良樹とお互い必ず脱出しようと約束し双手に別れる。その後、校内をさ迷っていると弱りきり錯乱しかけている女子生徒を発見し、助けようと決意するがその直後に現れた刻命に刺され殺される。
島田 快（しまだ かい）
声 - 凪佳二（Windows版） / 坂巻学（PSP版）
8月22日生、身長175cm、体重63.6kg、血液型A型、好きなもの：女・シルバーアクセサリー、嫌いなもの：とろいヤツ・納豆、趣味：音楽鑑賞（洋楽）
17歳、白檀高等学校二年四組の男子生徒。
穏やかながらミステリアスな部分を持ちクラスの注目を集めている刻命とは対照的に、粗暴な振る舞いからクラス内で目立っている。乱暴な性格から校内でも疎まれているが、メンズ雑誌のモデルもしていることから一部の不良や女子生徒には神格化されている部分もある。
白檀高等学校の生徒を描いたサイドストーリー、「tooth (Extra Preview)」の製作が発表された際、片山・大川とともに『BC』版のグラフィック（立ち絵）が公開されたが、その後発売された『BR』では白檀の生徒で唯一立ち絵どころか声すら登場せず、続編の『BS』にてようやく登場した。
10人の女性と同時に付き合うなど軽薄な性格で、脱出経路の安全確認のために玄関に向かった際に仲間を見捨て、懐からサバイバルナイフを取り出し刻命を威嚇し、1人で校舎外へ逃げようとする。その後、学校内へ戻ってきた所を、雪たち3人の子供の霊に前述した自らのサバイバルナイフで腹部を刺され殺害される。そのナイフは刻命によって回収され、刻命が「生命の終わる瞬間」を試すための道具として使われることとなった。
漫画版『BC』では袋井、大川と共に死体で登場。
『BD』ではEXチャプターに登場。生前、刻命にひたすら対抗意識を燃やし悪戦苦闘する彼の姿が描かれる。女子生徒が陰で自分のことを「外見はいいが性格が悪い『鑑賞用』の男子」と馬鹿にしているのを聞いて落ち込んだり、袋井や黒崎といった生徒会室に出入りするメンバーとは普通に談笑していたりと、本来は自分勝手で暴力的なだけの悪人ではなく、少々捻くれ者だが普通の男子高校生であることが描写されている。『2U』の時点でサバイバルナイフは通信販売で購入した物だと判明しており、EXシナリオでは雑誌に掲載されているサバイバルナイフの記事を目にし、物欲しそうにしているシーンがある。刻命には一方的なライバル心を抱いているが、嫌悪感があるわけではなく、むしろいい喧嘩友達だと思っていた。
小笠原 奈那（おがさわら なな）
声 - 五十嵐裕美（PSP版）
7月1日生、身長160cm、体重49kg、血液型A型、好きなもの：クローバーが付いたアイテム・柴犬、嫌いなもの：蛇・ミミズ・ムカデ、趣味：ビーズアクセサリー作り
Extra Chapter 1と11の主人公。14歳、武蔵川女子中学校I-4の女子生徒。演劇部員。
演劇部の仲間からは「なぁな」という愛称で呼ばれている。自分達3人の他に、もう一人の友人と先輩2人とを含む演劇部員6人で「幸せのサチコさん」を行い、天神小学校に飛ばされてきた。成・千早とは運良く一緒の空間に飛ばされてきたため、残りの3人を捜している。勇誠という泣き虫の弟がいる。親からもお姉ちゃんなんだから我慢しなさいと言われ続け、自分の弱い所を人に見せない性格となったが成、千早とはぐれ一人ぼっちになった寂しさからたがが外れ下田の前で泣きじゃくる。
『BR』EXチャプター11では、疲れから動こうとしない千早と千早の我儘に痺れをきらした成の喧嘩を止める。しかしこれ以上、千早と一緒に居たくない成は、先に進んでしまい奈那は説得しに追いかける。説得する事に成功するも生徒手帳を穴の中に落としてしまい先に千早と合流するように言う。生徒手帳を拾ったあと成達の元に向かうが姿がなく、彼女等を探してる途中に赤い魂達に襲われ下田の元に逃げ込む。下田の過去の話を聞き彼に励まされた後は、再び成達を探しに校内をさ迷う。
『BS』第二章では、成たちとはぐれたあと何者かに縛られ、身動きが取れなくなっているところを繭と良樹に助けられ、一緒に行動する。しかし、トイレに行こうと繭たちの傍を離れた際にヨシカズの襲撃に遭い、斧で両足を腿から切られてしまう。それを見つけた繭も恐怖で太刀打ちできず、奈那の叫びも空しく連れ去られてしまう。第四章では激痛のあまり気絶した状態で地下の解体部屋まで連行され、目覚めた瞬間に再び激痛にもがき苦しみながら、舌をペンチで引き抜かれて殺害された。
天戸屋 成（あまとや なり）
声 - 森谷里美（PSP版・BR） / 成田ひより（PSP版・BS）
9月28日生、身長164cm、体重50.2kg、血液型A型、好きなもの：柑橋系のアロマオイル、嫌いなもの：爬虫類・理不尽なこと、趣味：観劇・絵ハガキ集め
14歳、武蔵川女子中学校I-6の女子生徒。演劇部員。
裏表のない性格で本音を隠さないタイプ。奈那とは幼馴染で親友だが、クラスが離れてしまったため少し距離を感じている。天神小学校を探索する中で奈那が何かと千早を気遣うことに不満を抱いており、臆病な千早に強く当たる。しかし、奈那とはぐれて以降は千早を叱咤するなど、彼女なりに千早を支えていた。
『BS』第五章では一時操作キャラになり、はぐれてしまった奈那を千早と共に探していた。第五章のBAD ENDでは、その後サチコに捕まってしまい、椅子に縛られ高温の油を浴びせられて焼殺されたことが判明する（第二章のBAD ENDでその死体を奈那が発見する）。死ぬ直前まで奈那や千早を心配し、千早への励ましの言葉を叫び続けていた。
山瀬 千早（やませ ちはや）
声 - 松嵜麗（PSP版・BR） / 滑川恭子（PSP版・BS）
11月26日生、身長154cm、体重45.4kg、血液型O型、好きなもの：イグアナのぬいぐるみ、嫌いなもの：辛い食べ物・体育の授業、趣味：買い物・読書
14歳、武蔵川女子中学校I-4の女子生徒。演劇部員。
奈那のクラスメイトで親友。アドリブが利かない性格で、臆病なこともあって咄嗟のことに対処ができず取り乱してしまうことが多い。
『BS』第五章では成と一緒に奈那を探している。第二章のBAD ENDでは、成が殺害されたあと、自身もサチコに捕まってしまったらしく、保健室でサチコに殺害される。漫画版では、成と共にサチコに捕えられ、成の最期を見届ける。その後切断された奈那の首を所持したサチコに恐怖しながら必死に助けを呼ぶが、抵抗も空しく自身も高温の油を浴びせられ焼殺された。
紅星 黒白（あかぼし こくはく）
声 - mai（Windows版）
16歳、美里市立彦糸高等学校二年四組の女子生徒。
成績優秀で、家は剣道の道場で名門として知られている。無口で友達が少ないが、実は怖がり。
Chapter3で天神小学校別館の美術室に辿り付いた持田兄妹と出会うが、すでに天神小学校の呪いに深く精神を侵食されており、返答できる状態ではなかった。その後、名札リストによると黒化の進行により消滅してしまった模様。
幸村 叶（ゆきむら かなう）
9歳、とおのべ小学校4年3組の女子児童。
漫画「おたくの娘さん」からのゲスト出演であり、小説版「おたくの娘さん 小説集」には彼女がコープスパーティーをプレイしているシーンがある。

### 主人公たちの家族
篠崎 ひのえ（しのざき ひのえ）
声 - NAKI（Windows版） / 松嵜麗（PSP版） / 演 - 石森虹花
3月11日生、身長164cm、体重50.2kg、血液型AB型
27歳、篠崎あゆみの姉で霊能力者。
妹のあゆみにも敬語を使うなど、独特な口調でしゃべるのが特徴。あゆみに霊などことについていろんなことを教えてあげている。
『BS』第八章で、友人を生き返らせるために行った呪術に失敗し、呪いの障害反動による死の危機に直面したあゆみと直美（あゆみは直美より先に障害反動の影響が現れており、両手両足と首を切断されかけていた）の元に駆けつけ、術を使って救出した。しかし、安堵してひのえに抱きついたあゆみの目の前で、首を切断され、死亡してしまった。
『BD』では、御簾徒と伴侶にとまで考えさせられるほどの師弟関係があったことが判明すると共に、人を疑わない純真さから強姦に遭うといった悲劇の過去があることも明かされた。
映画版『BS』では、あゆみ達の後を追って天神小学校に乗り込むが、暴走した刻命によって腹部をパイプで貫かれ、眼球を刃物で刳り抜かれて殺害された。
中嶋 夏海（なかしま なつみ）
声 - 大山チロル（Windows版） / 吉田聖子（PSP版） / 押山沙織（OVA2）
8月6日生、身長167cm、体重51.7kg、血液型O型、好きなもの：子供・アップルパイ、嫌いなもの：絶叫系アトラクション、趣味：手芸
38歳、中嶋直美の母。
夫と8年前に死別してから直美を女手1つで育ててきた。現在は天神町の保育園で保育士をしている。
『BS』では、前作の後、周りが世以子たち友人がいたことを信じてくれないことから豹変してしまっている直美を心配していて、医者に相談するなどしている。また、自身もかなり疲労していた。
『BD』ではその疲労が限界状態に達し、豹変した直美を止める際には暴力や暴言を吐き捨てる程に性格が歪んでしまった。なお、Trueエンドでは元の落ち着いた性格を取り戻している。
岸沼 美樹（きしぬま みき）
声 -
良樹の妹。名前自体は『BC』、『BR』で既に登場済みだが、台詞は『BS』第二章の良樹の回想が初である。
一人暮らしをしている良樹を心配して、たまにご飯を作りにきてくれていたりする。
篠原 悠（しのはら ゆう）
声 - 宮口夕樹（Windows版） / 大原桃子（PSP版）
9歳、篠原世以子の弟。
篠原家の長男で、姉の世以子同様家事や他の兄弟の世話を手伝っている。
世以子と父親のサプライズパーティーを計画していた。
鈴本 雪江（すずもと ゆきえ）
声 - 宮口夕樹（Windows版） / 吉田聖子（PSP版）
2月23日生、身長156cm、体重43.8kg、血液型A型
39歳、鈴本繭の母。
夫が会社の都合で何度も転勤を繰り返すために不満を抱いており、近所付き合いなどからストレスを抱え、現在は情緒不安定気味になっている。娘の繭のことを溺愛している。
刻命 春奈（きざみ はるな）
声 - 琥遥ひより（Windows版） / 大原桃子（PSP版）
8月16日生、身長168cm、体重48.6kg、血液型A型
刻命裕也の姉。刻命が自分の小学生時代を回想した際に登場（当時、高校一年の16歳）。
優等生であり、兄と同じ学級委員長だったが、自分を厳しく律することを他人にも求める部分があったため、クラスメイトにも自分と同様厳しく接していた。そのため対立する（特に女子生徒と当たる）ことが多く、トラブルに発展することがあったらしい。そのためか、他の生徒達からはあまり快く思われておらず、刻命の件もあったために孤立しがちになっていた。そのため、自分や兄のようになって欲しくないと刻命を厳しく接する事で改善させようとした。黒崎には刻命にとって信頼できる友達だと思っている。
兄の考輝と同じで、親ですら諦めた刻命に接し続けていたらしい。『BS』第六章では考輝に殴られた刻命に対し、兄も自分も刻命が大好きだから怒るのだと言い、このままでは一生一人ぼっちになってしまうと懇願するような顔で悲しそうに訴えていた。
刻命 考輝（きざみ こうき）
声 -
刻命裕也の兄。『BS』第六章の刻命の回想に登場(当時高校三年の18歳)。
妹である春奈と同じく優等生で、弟のために涙を流せるほどの人格者だが、刻命にとっては兄という立場を振りかざして自分を束縛する存在にしか映っていなかった。少年時代の刻命が殺した動物の遺体を燃やしている現場に遭遇した際には彼を殴り続け、「お前に大事なのは心の成長だ、他人の痛みがわかる人間になってくれ」と必死に訴えていた。
春奈同様に、親ですら諦めた刻命に接し続けていた。春菜と同様で学級委員長だが、自身の感情的な性格と刻命の件もあり、クラスメイト達から煙たがられてたために孤立しがちであった。その為、自分や妹の様にはならないで欲しいと刻命に言い聞かせることが多かった。

## PSP版・PS Vita版より登場
大上 さやか（おおうえ さやか）
声 - MAKO（PSP版）
8月29日生、身長163cm、体重46.3kg、血液型A型、好きなもの：昆虫・カエル・くま、嫌いなもの：レーズン、趣味：料理
『BS』より初登場。17歳、桐章学園高等部二年一組の女子生徒で、タレント活動をしている。クラスメイトの七星とは、メディアに携わる人間同士ということもあり親友。『BR』でも、七星の手記に名前が登場しており、死体プール部屋にて亡骸が確認出来る。
『BS』第四章では、鬼碑忌が天神小学校に向かってしまったことで取り乱す七星に彼を救うために協力してほしいと懇願され、「七星が守ってくれるなら」という条件付きで、事情をよく知らないままに鬼碑忌邸から天神小学校へ飛ばされることとなる。ところが天神小学校に飛ばされた際に七星とはぐれた上、校舎の中でも一番危険でなおかつ出入り口が閉ざされた状態の地下防空壕跡に飛ばされるという不運に見舞われた。解体部屋に来た際、後からやってきたヨシカズから身を隠していた時に、奈那が殺害される一部始終を目撃しており、その残虐非道な光景に恐怖するあまり失禁してしまう。ヨシカズが立ち去った後も七星を探すために彷徨い続けたが、遂には衰弱して力尽きヨシカズに連れていかれてしまった尚、漫画版では鈍器で顔面が全壊するほど殴打され、その死体を七星に目撃されてしまう。
『Cemetery0』では絶体絶命の七星を助ける。
ドラマCD版『BS』でプロジェクト・ドーリーズに巻き込まれる。人形になってしまうが七星により実験が失敗した為、愛狩によって記憶を消され元の生活に戻る。
『BD』には霊体として登場。自身の死を知ってしまい黒化・暴走状態に陥った犬丸を諭し、亜衣子には、いずれ彼女が寿命で死を迎えたらまた4人で集まることを約束し犬丸と共に消えていく。EXチャプターでは亜衣子の回想シーンに登場し、七星達とスイーツを巡っての除霊における数時間の楽しい一時の様子が描かれる。
御国 司（みくに つかさ）
声 - 岡本信彦（PSP版・ドラマCD）
8月30日生、身長170cm、体重56.6kg、血液型A型、好きなもの：剣道・カレー・夕日、嫌いなもの：クラゲ、趣味：武将コレクションの収集
『BS』より初登場。6年前、如月学園高等部の3年7組に在籍していた男子生徒で、結衣の高校時代のクラスメイト。当時18歳。学校中庭と渡り廊下から見える風景を気に入っている。
『BS』第三章で、高校3年生の結衣が夜の校舎でヨシヱの霊と遭遇し殺されそうになった際、虫の知らせで駆け付けて彼女を助けた。ただし、気絶した結衣が保健室で目覚めた際、結衣が校門で倒れているのを見つけ保健室に運んだだけだと、結衣とヨシヱの遭遇など知らないような態度を取っており、真相は不明。
『BR』のExtra Chapter 5にて、結衣はあゆみに彼らしき男子生徒の話をしていた。
ドラマCD版『BS』では、結衣の元を訪れた時に哲志達と知り合う。哲志から結衣の初恋相手が自分だと知らされた時は声を出して驚いた。哲志達と共にプロジェクト・ドーリーズに巻き込まれる。人形になってしまうが七星により実験が失敗した為、愛狩によって記憶を消され元の生活に戻る。
水原 さつき（みずはら さつき）
声 - 原由実（PSP版）
6月10日生、身長143cm、体重36.5kg、血液型B型、好きなもの：ポテチ・少女マンガ、嫌いなもの:ゴキブリ・昆虫、趣味：由香と分担して少女マンガ集め
『2U』より初登場。由香の同級生で14歳。基本的にだらけた性格で自由奔放的。天神小学校という場所にいるのにも関わらず、緊張感の無い様子を見せる天然で、また哲志を誘惑しようとするなど、少々ませている一面がある。
しかしその性格は仮のものであり、本来の彼女は無感動であまり感情を感じさせない。元々苗字は「根駒」であり、実の両親は「マルトゥバの墓」の狂信的な信者であった。両親から虐待を受け続けたために感情が希薄になり、目的も何も感じないまま両親に従順に従っていたが、「マルトゥバの墓」による心霊手術の実験台になることが決まった際に初めて「死にたくない」と感情を露わにしたことを愛狩に気に入られ、両親を殺害されるという形で虐待から解放された。その後は交通事故で死亡した友人の水原春枝の苗字を取って「水原さつき」を名乗るようになり、心霊手術によって頭部が口のように割れる怪物に改造され、愛狩の「愛玩動物」として飼われている。
『BD』にも登場。由香を天神小学校に連れて行こうとする御簾徒を怪しみ共に向かう。その後、哲志達と天神小学校を脱出する。
本来は、『コープスパーティー2』（開発中止、現在の『コープスパーティー2: DEAD PATIENT』とは別物）の主人公にする予定だったキャラクターで、また没曲である「さつきの心臓」が収録されている。
高井 梓紗（たかい あずさ）
声 - ゆかな（PSP版）
4月29日生、身長164cm、体重48.2kg、血液型AB型（Rh-型）、好きなもの：なし、嫌いなもの：なし、趣味：読書（主に少女マンガ）
『2U』より初登場。17歳。
とある田舎の出身だが、故郷の高校が閉校となり、蘭と一緒に都会の学校へ転入した。良樹とは面識があり、「ナイトくん(岸沼→騎士沼という言葉遊び)」と呼ぶ。
『2U』の「死線流し」では、彼女の心の弱さが生み出した惨劇が語られる。
大人びた容姿で普段は余裕のある落ち着いた態度を取っているが、実は「強い人・優秀な人」に頼ることで自分を保とうとする非常に依存心の強い性格。
かつては敏久と交際していたが、その性格から白檀高校への転校が決まった賢太郎の成績優秀さに惹かれ乗り換えようとした過去があり、幼馴染たちの関係には亀裂が入っていた。
校内で出会った良樹・あゆみと共に行動し蘭と再会することが出来たが、賢太郎の亡骸に憑依した悪霊により、依存対象を次々に変えるその行動が暴露され、冷静さを失って蘭やあゆみに暴力を振るう。
悪霊を除霊し危機を乗り切ることはできたが、その依存心の強さや身勝手な行動と、蘭やあゆみに暴力を振るった事から、その場の全員に拒絶される事になってしまう。それに耐えられず、精神の均衡を失い、良樹たちの前から走り去ってしまった(良樹は梓紗の暴行で怪我を負ってしまったあゆみを守ることで精いっぱいであるが故に、彼女の依存を拒絶することしかできず、「自分にはアイツは救えない、救うのはアイツ自身」と自分に言い聞かせながらも彼女の心を救えなかったことに苦い思いを抱いていた)。その騒動を見かけたサチコが良樹たちから彼女たちとの出会いの記憶を全て消してしまった為に、良樹たちの記憶から消えてしまう。
『BD』にも登場。実はその能力から秘密結社「マルトゥバの墓」に目を付けられ、教祖継承権第2位に祀り上げられていたことが判明する。天神小学校で掛け替えのない友達を失い、良樹たちに拒絶されたショックにより、天神小を彷徨う内に黒化寸前までに達してしまった。久遠からももう助からないと評される。人体模型と化した刻命と共に天神小学校に再訪した良樹に襲いかかる。その後は愛狩に捕えられる描写があるがその後の動向は不明。
古林 蘭（こばやし らん）
声 - 上坂すみれ（PSP版）
4月2日生、身長145cm、体重40.1kg、血液型A型、好きなもの：梓紗・おはぎ、嫌いなもの:ピーマン、趣味：梓紗観察
『2U』より初登場。17歳。
容姿・性格ともに男の子っぽい。実は同性愛者で、転校前からの付き合いである梓紗に異常な程に好意を抱いており、彼女を「嫁」と呼んでいる。その他にも会話においてネットスラングを多用するなどの特徴がある。
『2U』の「死線流し」では賢太郎の亡骸の傍らで座り込んでいるところをに良樹たちと行動した梓紗たちに発見されるが、実はその前に梓紗と交際していた敏久への嫉妬から悪霊に唆され、天神小学校で再会した敏久を床の裂け目に突き落としていた。
一命を取り留めていた敏久に梓紗共々罵倒され、冷静さを失った梓紗には想いを拒絶され暴力を受けたため、彼女への恐怖心と絶望を覚えてしまい、彼女を置いたまま敏久に謝罪をしようと彼を追いかける。
『BD』では敏久に謝罪しようと探している途中、体力が尽きたために衰弱死したことが判明する。
「杉田智和のアニゲラ！ディドゥーーン!!(第133回)」では、「死線流し」の後の彼女と刻命の遭遇を描いた短編ボイスドラマが公開された。蘭は敏久を見失い1人になってしまった孤独感と梓紗を置き去りにしてしまった後悔から梓紗を捜して校舎を彷徨っていたが、暴行によって負った怪我と衰弱によって動くことも辛くなり、偶然出会った刻命に梓紗を捜すように依頼している。
小潮 賢太郎（こしお けんたろう）
声 - 細谷佳正（PSP版）
身長179cm、体重58kg、血液型A型、好きなもの：信玄餅、嫌いなもの：辛いもの・刺激物、趣味：ガーデニング
『2U』より初登場。17歳。梓紗と蘭の幼馴染で、かつてのクラスメイト。「死線流し」にのみ登場。
真面目な性格で学業成績も良好。梓紗たち幼馴染4人組の中では唯一純粋に友人たちを信じており、蘭を襲った悪霊から彼女を庇い、「お前が犠牲になるなら蘭や梓紗たちには手を出さない」という言葉を信じて自らの肉体を差し出した。
『BD』にも死体として登場する。
後藤 敏久（ごとう としひさ）
声 - 桑畑裕輔（PSP版）
身長168cm、体重52kg、血液型A型、好きなもの：風呂掃除、嫌いなもの：宿題、趣味：都会のファッション誌を研究
『2U』より初登場。17歳。梓紗と蘭の幼馴染で、かつてのクラスメイト。「死線流し」にのみ登場。
ファッションに関心を持っており、カチューシャを装着している。梓紗と交際していたが、賢太郎が白檀高校へ転入することが決まった直後に別れを告げられた過去がある。
悪霊に唆された蘭によって床の裂け目から下階に突き落とされており、腕に大怪我を負った状態で上階へ戻ってきたところで梓紗たちと再会する。賢太郎の亡骸に憑依した悪霊が消滅した後、くだらない理由で自分を捨てた梓紗と自分を突き落とした蘭を罵倒し、今まで彼女らと付き合ってきた自分に絶望しながら「みんな狂ってやがる」という一言を残しその場を去っていった。
『BD』では1人になって頭を冷やしたことで蘭の謝罪の声に耳を傾ける気になり、もう一度話をしてみようと彼女を探していたが、その途中で首をワイヤーで切断され死亡したことが判明する。
篠崎 護月（しのざき まきな）
声-神田みか（PSP版）
篠崎家の当主、静螺（セイラ）の次女であり、ヨシエの叔母。
ヨシエの暴走を止めるため、結衣に接触する。
フルティン
声-坂巻学（PSP版）
生前は数々のゾンビ映画を世に送り出した有名な映画監督。
山村 魅来（やまむら みらい）
声 -
『BD』より初登場。ひのえと共に精霊崇拝組合『W.I.(ウィッカ・インスティテュート)』に所属している女性。
丹羽 玖遠（にわ  くおん）
声-早見沙織（PS Vita版）
『BD』より初登場。あゆみたちが所属する2年9組の副担任。結衣が天神小学校で命を落とし存在を抹消されたため、半年前に2年9組の副担任として如月学園に着任した。
実は霊障対策グッズなどを販売する大会社の社長と教師を兼業するほどの天才だが、その常人離れした能力を最大限活用するために身体を酷使し続けた結果、脳への過度の負担に端を発する著しい老化現象の進行などの体調不良を抱えている。
天神小学校のことについてもある程度知っており、哲志と直美が天神小学校へ行った良樹とあゆみを連れ戻すために行くと決めた際も、特に引き止めはせず、むしろ自身も妹である亜衣子を助け出す目的も相まって、3人で天神小学校に乗り込むことになる。後に、上記の現象によって天神小学校で命を落とすことになる。この時に自身の持っている時計が「寿命時計」であることを明かし、最後は自身の犠牲によって「涅槃」の負の連鎖を止める一人となった。
桐谷 御簾徒（きりや みすと）
声-大須賀純（PS Vita版）
『BD』より初登場。突然あゆみの前に現れた謎の少年で、彼女に死者蘇生アイテムとして「ブック・オブ・シャドウズ」を紹介する。パーカーを着用している。教団「御祓如（やごうら）協会」の末裔。
かつてひのえと師弟関係でおり一時的に伴侶とまで考えるほどの交際があったが、能力者の一族として無能力者に「異端者」と呼び迫害され教団や家族を滅ぼされた過去や、心無い若者たちにひのえが強姦された事などから、異端者を排斥する一般人への底知れない憎悪と破壊衝動への思考に取り憑かれている。あゆみを利用して復讐のために涅槃の力を手に入れ世界を破滅に導こうとしていた。また、「ブック・オブ・シャドウズ」を我が物にすべく、同じく過去の天神小学校でサチコに触れて膨大な霊力を得ていた由香も同様に利用していた。あゆみから無理矢理本物の「ブック・オブ・シャドウズ」を強奪した後、「マルトゥバの墓」の調査が既に入っているエリアに侵入して罠にかかり、さつきに頭部を喰いちぎられて死亡した。
クイーン
声 -
黒魔術の経典「book of shadows」の核として魂を封じられていた、痩せこけた金髪の幼い少女。
かつて魔女狩りによって惨殺された「魔女」の一人であり、あゆみに自らの惨たらしい過去を見せ片目を奪うことで彼女の覚悟を試し、「book of shadows」へと戻っていった。

## 漫画版より登場

### コープスパーティー；娘
篠原 深雪（しのはら みゆ）
哲志たちのクラスメイトで、「コープスパーティー；娘（以下『；娘』）」から登場した新キャラクター。
どこから見てもセーラー服を着た女の子にしか見えないが、紛れもない男子生徒。いわゆる「男の娘」である。文武両道の優等生で、男女共に人気が高い。如月学園の制服とは違うデザインのセーラー服を着ているが、これは学園祭で着る予定の売り子の衣装であり、普段は如月学園の女子用制服を着ている。哲志のことを恋人のように慕っており、その背景にはいじめから守ってくれたことが始まりとなっている。由香を守るために、如月学園の生徒の中では天神小学校での最初の犠牲者となってしまう。

### コープスパーティー　Another Child
水瀬 環（みなせ たまき）
17歳、皐月山学園の女子生徒。本作の主人公。
生まれつき霊感が強いらしく、その事を家族と勇馬以外には秘密にしている。それが原因で非常に内気で臆病な性格になってしまい、小中学校の頃は学校には通ってはいたものの、家に引きこもってばかりいた。その為、幼なじみである勇馬と伸一以外のクラスメート達には心を開いていない。また、絵里奈がどうして自分の事を嫌っているのか分からないらしい。月山学園が隣町との合併で廃校になってしまい、都会の高校へ転向してしまう勇馬と離れることの寂しさから、『幸せのサチコさん』のお呪いをネットで発見し、勇馬と二人でお呪いを実行しようとする。
勇馬、伸一とは子どものころからの付き合いとのこと。
家が裕福ではなく、皐月山学園が廃校になった後は町の高校には通わず、田舎に残り働き先を探す予定らしい。
天神小学校にきてからは、美弥子と最初行動を共にし、後に伸一とその他数人のクラスメイト達と合流している。その後は環と伸一と三人で勇馬たちを探しに出た。一緒にお呪いをした皐月山学園の生徒の数人が死亡した際に、自分がお呪いを見つけてきたせいだと嘆いていた。
新堂 勇馬（しんどう ゆうま）
17歳、皐月山学園の男子生徒。
環の家族以外に唯一、彼女の霊感に強い体質を知っていて、彼女をいつも支えてあげている優しい性格。クラスメート達のまとめ役であり、容姿端麗で勤勉なためかクラスには人気がある。絵里奈に好意を抱かれてるが全く気づいていない。
正義感が強く、天神小学校で絵里奈が環の事を「死んじゃえばいい」と口にした時は、本気で怒って注意をしていた。環と伸一とは幼少期からの付き合いのようである。
学園が廃校になった後は、事情があり隣町ではなく、都会の学校に転校する予定。
天神小学校にきてからは、絵里奈と由真と行動をし、他のクラスメイト達を探している。
柚木 絵里奈（ゆずき えりな）
17歳、皐月山学園の女子生徒。
勇馬に好意を抱いているが全く見てもらえず、勇馬の幼馴染で彼ととても親しい環に嫉妬し、環に嫌がらせをしている。環が勇馬と二人だけでお呪いを行おうとしているのを知り、嫉妬心から環の邪魔をするために他の数人の生徒にもお呪いに参加するよう声をかけ、みんなでお呪いを実行した。また、どういう訳か環が霊感に強いことを知っている。
由真からは「お姉様」と呼ばれるなど慕われていて、彼女と美弥子とは友人である。彼女らと一緒に一時期、心霊や降霊の遊びにハマっていて、その際に『幸せのサチコさん』のお呪いを見つけていた。環や伸一のことは酷い扱いをしている反面、天神小学校で美弥子や由真の安否を気にしていたり、自分の友人には優しい。
天神小学校では、勇馬と由真と行動をしている。
早川 美弥子（はやかわ みやこ）
17歳、皐月山学園の女子生徒。
絵里奈の友人で、以前に一時期、心霊や降霊の遊びに一緒にはまっていたらしく、その時に見つけた『幸せのサチコさん』のやり方を覚えていて、環の邪魔をしたい絵里奈にやり方を聞かれ、教えていた。
環の事は個人的には嫌っていないが、自分に矛先が向くのを恐れ、環に嫌がらせをする絵里奈の味方をしていた。しかし彼女自身、絵里奈の事も嫌ってはおらず、これ以上友人である彼女が、いじめなどの汚い手口をさせたくないため、もう嫌がらせはやめてほしいと内心では思っていた。環に関しても悪かったとは思っていたようで、天神小学校で環に謝罪をしている。
天神小学校では目覚めてすぐに出会った環と行動を共にし、伸一たちと合流していた。その後は環と伸一と一緒に、勇馬たちを探しに出た。
柳原 伸一（やなぎはら しんいち）
18歳、皐月山学園の男子生徒。
勇馬たちの一つ年上の先輩で、環と勇馬とは子どもの頃からの付き合い。卒業後は大学に進学する模様。勇馬と環の様子を見にきた所を、絵里奈に誘われお呪いに参加する。
みんなから慕われていて、天神小学校にて、一緒にきた数人の皐月山学園の生徒たちから質問責めにされている環を助けてあげたり、皐月山学園の一緒にお呪いに参加した数人の生徒が死亡した際も彼女を慰めてあげたりするなど優しい性格。
実は環に好意を抱いているが、彼女は勇馬の事が好きだと思っているため身を引いている。
天神小学校では、一緒にお呪いをした数人の皐月山学園の生徒たちと共にいて、後に環と美弥子と合流し、三人で勇馬たちを探しに出た。
沖田 由真（おきた ゆま）
16歳、皐月山学園の女子生徒。
勇馬たちより一つ年下の後輩で、絵里奈を「お姉様」と呼び慕っている。
絵里奈以外には口が悪く乱暴な性格であるが、絵里奈のもう一人の友人である美弥子に対しては生意気な態度で接するものの絵里奈以外の友人がいない為、彼女に対しても仲の良い友達として見ていた。
また、彼女も絵里奈や美弥子と共に心霊や降霊の遊びをしていたらしく、『幸せのサチコさん』のお呪いの存在を知っていた。
なぜだかマッチョが嫌いらしく、体を鍛えている伸一の事を頗る嫌っている。
環の対しては絵里奈が嫌っているため彼女と共に嫌がらせを行っているが、実際彼女の事はどうでもいいと思っており、それよりも絵里奈が勇馬に好意を抱いているのが気に食わないらしい。
天神小学校では、勇馬と絵里奈と行動をしている。勇馬にくっつこうとする絵里奈を見て、勇馬に嫉妬している。絵里奈と二人きりになるために、嘘をついて勇馬を危険な目に遭わせていた。
吉村 マユリ(よしむら マユリ)
環のクラスメイト。
赤桐 サキ(あかぎり サキ)
赤いドレスの女の子の幽霊

## 小説版より登場
犬丸 晴行（いぬまる はるゆき）
声 - 山口智大（PSP版2U　PS Vita版BD）
7月31日生、身長184cm、体重65.3kg、血液型B型、好きなもの：さやか、嫌いなもの：高い所・レーズンパン、趣味：さやか夢想
桐章学園高等部二年生、さやかの幼馴染み。
さやかに片想いしているのだが、さやかのためならどんなことでも厭わないその愛情が、一歩間違えばストーカーレベルの重いものであるため、さやかには基本的に邪険に扱われている。
『Cemetery0』では、人一番霊に襲われやすいさやかを守るため大きな神社で死ぬほど厳しい霊能力の修行をしている。
『BD』では、さやかを助ける為に亜衣子と共に天神小学校にやって来るが、さやかの死体を発見し、七星に天神小学校の情報を売った亜衣子と口論になり黒化が進行してしまう。霊能力の高さから黒化が進んでも即座に消滅はしなかったが、怒りと憎しみから狐憑きのような姿の暴走状態に陥り、亜衣子に襲いかかる。チャプター10で亜衣子の首を締め殺そうとした時、霊体として現れたさやかに諭され共に消える。EXチャプターでは亜衣子の回想シーンに登場し、さやか達とスイーツを巡っての除霊における数時間の楽しい一時の様子が描かれる。
柚木 美桜（ゆずき みお）
声 -
小説版『BS』にて初登場。桐章学園高等部一年生、さやかの大ファン。
『Cemetery0』にて七星とさやかの会話にて七星の友達の一人として名前が挙がっている。
『BD』に立絵は無いが登場しており、行方不明になった七星とさやかを涙を流して心配している。
丹羽 亜衣子（にわ あいこ）
声 - 山口立花子（PSP版2U　PS Vita版BD）
11月3日生、身長162cm、体重46kg、血液型AB型、好きなもの：霊具・練り香水、嫌いなもの:動物、趣味：霊具収集・銀行口座の残高確認
桐章学園高等部に転校してきた謎の少女。
情報屋であり、また霊具をコレクションしている。七星とは腐れ縁である。結衣の代わりに2年9組の副担任として存在していた玖遠の妹。
『Cemetery0』では七星に自殺サイト『フサルク』の情報を20万円で売る。さやかに七星がフサルク跡地に向かった事を伝える。
『BD』では七星とさやかを助けるため、犬丸と共に天神小学校にやって来る。自分が天神小学校の情報を提供したことが七星やさやかの死を招いたことに対しては、彼女なりに悲しみと罪悪感を抱いていた。しかし、怨念の籠った霊具の収集を楽しむなど元々感性が一般人とはズレているためにその感情を素直に表現することができず、さやかの死体を発見した際の言動が犬丸の逆鱗に触れてしまい、黒化・暴走状態になった彼に襲われる。命からがら逃走しあゆみと会い、天神小学校からすぐに脱出するように持ちかけるが、突如現れたさちに「霊火」で燃やされどこかに逃走する。その後、霊火により火傷を負った状態で再びあゆみと再会する。あゆみと共に御簾徒の元に向かう途中、犬丸と遭遇し殺されかけるが霊体として現れたさやかに助けられる。その後、哲志達と天神小学校を脱出する。EXチャプターでは、その黒化犬丸に殺される寸前の回想シーンがあり、七星達と共にスイーツを巡っての除霊における数時間の楽しい一時の様子が描かれる。
清水 拓真（しみず たくま）
声 -
桐章学園の科学教師。
生徒想いだが融通がきかない。
『BD』に立絵は無いが少しだけ登場している。
炉艶あかり（ろえん あかり）
『コープスパーティー Cemetery0 〜冴之木七星の霊界調査ファイル#01【惨月夜話】〜』にて初登場。天道女子高等学校の生徒。事件に巻き込まれ､その捜査を七星に依頼する。
都市伝説の『フサルク』をシオリに話したことを後悔しており、七星に積極的に協力している。
シオリが行方不明になる以前から眠れない日々が続いているらしく、心配した美久から不眠に効く飴を貰う。しかし、実は飴のように見える霊体物質で食べた者の意思に反して自傷行為を行なわせるものであった。危機一髪の所で七星に助けてもらう。
七星と美久が対峙している所に駆けつけ美久に自分の気持ちを伝え仲直りする。
美久が遺体として発見された事､シオリの失踪により精神的に追い詰められる。そんな彼女の元に呪術的な殺された方をする美久の動画が送られてくる。その動画内で美久が自分の部屋で殺され死体が自分のベッドの下に隠されていた事を知らずに生活していた自分の姿を見て死にたいと心の底から思い黒い霧に捕まりフサルク跡地に囚われる。
助けに来た七星と共に絶体絶命のピンチになっていたところを、亜衣子から居場所を聞いて駆けつけたさやかと篠崎と名乗る女性に助けられる。
出瑠シオリ（いずる シオリ）
『コープスパーティー Cemetery0 〜冴之木七星の霊界調査ファイル#01【惨月夜話】〜』にて初登場。あかり､美久のクラスメイト｡自殺サイト「フクサル」に関わり、事件に巻き込まれてしまう。
自殺サイトの｢フサルク｣に書き込みをした事から行方不明になる。後に美久が書き込んだことが発覚する。
行方不明になった彼女はフサルク跡地に囚われており首だけの姿で七星とあかりに発見される。篠崎と名乗る女性から｢マルトゥバの墓｣の邪術を行うための生贄として扱われた事が語られる。
占栖美久（せんす みく）
『コープスパーティー Cemetery0 〜冴之木七星の霊界調査ファイル#01【惨月夜話】〜』にて初登場。あかり、シオリのクラスメイト｡気は強いが、怖い話が苦手。
中学時代､クラスメイトの男子の突然の告白を断った事から学校の裏サイトに悪口を書き込まれてしまう｡精神的に追い込まれた彼女に優しく手を伸ばしてきた告白してきた男子に次第に惹かれていくが中傷の真犯人が彼本人だと知り、心の底から人を信じることが出来なくなってしまう。
不眠症になったあかりを心配し、不眠に効く飴と称した霊体物質を渡す。
親友であるシオリに彼氏を盗られた事により心に弱みが出来てしまい悪霊につけ込まれ復讐の為に自殺サイト『フサルク』に彼女の名前を登録し儀式を実行し消してしまう。
シオリの失踪後、あかりから励ましのメールを貰う。その後、呪術的な殺された方をし食肉工場の肉塊の様な無残な姿で死亡しているのを発見される。篠崎と名乗る女性から｢マルトゥバの墓｣の研究実験に利用された事が語られる。
篠崎(しのざき)
『コープスパーティー Cemetery0 〜冴之木七星の霊界調査ファイル#01【惨月夜話】〜』にて初登場。終盤、七星とさやかを「フサルク」の攻撃から助ける。事件解決後、突如現れた愛狩に首を斬られ殺される。名前からあゆみ、サチコら篠崎家の関係者だと思われる。
十三月 愛狩（みづき まがり）
声 - 大久保瑠美（BSドラマCD）、内田真礼（PS Vita版BD）
『コープスパーティー Cemetery0 〜冴之木七星の霊界調査ファイル#01【惨月夜話】〜』にて初登場。桐章学園高等部の七星・さやからのクラスに転校してきて二人の仲を引き裂こうとした。転校前から七星のことは何らかの理由で一般のファンとは違う形で興味を持っているらしく、同作中で発生した事件の真犯人である。
BSドラマCDにも登場、ここで引き起こした事件で七星のことを知ったようである。
惨月夜話のラストシーンで「篠崎」という苗字の誰かを殺害しているほか、BSドラマCDではあゆみに対して「篠崎ひのえの関係者か？」と呟いて晴人に素性調査を命令しているなど、篠崎家とは対立関係にあるようである。
『BD』では、秘密結社「マルトゥバの墓」の幹部として「ブック・オブ・シャドウズ」を探している。基本的には好戦的で目的のためなら殺人すら進んで行う危険人物だが、かつて激戦を繰り広げた七星が天神小学校で命を落としてからは、好敵手を失った寂寥感からか殺人に気が進まなくなっている。
その行動の根底にあるのは、孤児である自分にとって「マルトゥバの墓」が唯一の居場所であるため、功績を挙げることで自分の居場所を確立したいという願いである。そのため自身の行いによって涅槃と現世を融合させてしまったことにひどく後悔するあゆみに、「ブック・オブ・シャドウズ」の真の在り処を伝えたり、自身の責任を果たすことを促すなど、自らの邪魔にならない場合はある程度人道的な対応を見せることもある。あゆみとは敵対関係であるが、信者の勝手なふるまいに対する不満や、「ブック・オブ・シャドウズ」を完成させられるのはあゆみしかいないため、あゆみに協力している。天神小学校脱出後、教祖や関係者の死亡または逃走したことによってボロボロになった「マルトゥバの墓」の現状に、自身のしてきたことや自身の存在意義に大きく悲観する。そして、晴人と共に自分の力で「マルトゥバの墓」の再建を決意する。
十三月 晴人（みずき ヴァルド）
声 - 佐々木義人（BSBDドラマCD）
愛狩に付き従う執事。かつて捨て子だった愛狩を保護した人間であり、愛狩にとっては義父のような存在でもある。
ドラマCD版『BS』では、愛狩からあゆみと七星を調べるよう命令される。
『Cemetery0』、『BD』にも、少しだけ登場している。

## PS4版・Switch版より登場
白夢 美九（ しらゆめ みく）
声 - 明坂聡美
如月学園高等部2年3組に所属。【miku🌻】の名前で深夜にYouTube配信を行っている、朗らかな性格の高校生。肺を患っており慈愛十字病院へ定期的に検査に通っている。
石見 涼香（ いわみ りょうか）
声 - 岡本美歌
如月学園高等部2年3組に所属。白夢美九の親友。いつも花のような笑顔で美九を見守っている、おだやかな文学少女。「涼香は絶対に美九の味方でいてくれる。」と美九も信頼を置く。

## コープスパーティーゼロの登場人物
長谷川 志穂（はせがわ しほ）
15歳、とあるお嬢様高校の1年生。おとなしい性格で、優秀な姉を誇りに思い、「ねえさま」と呼んで心から慕っている。
キャラクターの元となったのは、Dante98版の初代コープスパーティーにて、姉への書き置きを残して息絶えた名もなき犠牲者。
『BC』・『BR』のChapter 1でも同じく姉への書き置きを残した犠牲者が登場しており、『BR』のChapter 5で取得できる名札から、書き置きの主が「長谷川シホ」という天道高等学校II-Aの女子生徒と判明する。
『；娘』にも、同姓同名の女子生徒が登場している。
長谷川 香織（はせがわ かおり）
18歳、とあるお嬢様高校の3年生。おっとりした性格だが、才色兼備で周囲からも羨望の視線を向けられている。自分を慕ってくれる志穂を大切に思い、優しく見守っている。
『BR』のChapter 5で、「長谷川カオリ」という天道高等学校III-Bの女子生徒の名札を取得できる。
『；娘』にも、前述した志穂の姉として同姓同名の女子生徒が登場している。
林 雅之（はやし まさゆき）
15歳、如月学園高等部1年生の男子生徒。志穂とは中学時代のクラスメイトであり、密かに想いを寄せている。構想のみで『ゼロ』本編には登場することのなかったキャラクター。
『BR』のChapter 5で、同姓同名の天道高等学校II-Aの男子生徒の名札を取得できる。
橘 秀樹（たちばな ひでき）
行方不明となった知人を捜している少年。林同様、構想のみで『ゼロ』本編には登場することのなかったキャラクター。
『BR』のChapter 5で、「秀樹タチバナ」という天道高等学校III-Bの男子生徒の名札を取得できる。